# Duda (Sackpfeife)
Duda (kyrillisch Дуда), auch dudy, dude, bezeichnet mehrere Sackpfeifentypen in Ungarn, Tschechien, der Slowakei, Lettland, Litauen, Belarus, der Ukraine, Polen und Kroatien, die mit anders genannten Sackpfeifen in Mittel- und Osteuropa zylindrisch gebohrte Spiel- und Bordunpfeifen mit Einfachrohrblättern gemeinsam haben.
Die polnischen Sackpfeifentypen, die dudy, kozioł und gajdy heißen, erhalten die Luft aus einem Blasebalg, einzig die im südpolnischen Bergland gespielte koza wird mit dem Mund geblasen.
Die ungarische duda besitzt eine Doppelpfeife mit einer Bohrung für die Spielpfeife und parallel einer für den Bordun sowie eine separate längere Bassbordunpfeife. Besonders im Norden des Landes und in anderen Regionen wird sie mit dem Mund angeblasen, eine seltenere Variante im Süden hat einen Blasebalg. Dudy heißen seit dem 16. Jahrhundert die Sackpfeifen im Gebiet Böhmen (in Tschechien) und im Nordwesten der Slowakei, aber gajdy in Mähren und in der übrigen Slowakei, wobei dies keine sprachliche Unterscheidung zwischen einer mit dem Mund geblasenen oder mit einem Blasebalg ausgestatteten Sackpfeife ist. In Westböhmen ist ein dem Bock entsprechender Sackpfeifentyp beheimatet, der regional auch pukl genannt wird und eine Spielpfeife, eine lange Bordunpfeife und ein Anblasrohr besitzt. Die Bordunpfeife ist bei diesem besonderen Typ rechtwinklig geknickt und hängt über der Schulter am Rücken des Spielers.
Die duda im Baltikum, in Belarus und in der Ukraine besitzen eine Melodiepfeife und früher eine, heute typischerweise zwei Bordunpfeifen. Sie werden generell über eine Anblasröhre mit Luft versorgt. Die kroatische dude verfügt über drei Melodiepfeifen und einen Blasebalg.
In den genannten Regionen wird die Sackpfeife um das 15./16. Jahrhundert historisch fassbar. Sie war ein Hirteninstrument und diente auf Feiern und Dorffesten meist solistisch zur Tanzbegleitung, bis sie im Verlauf des 19. Jahrhunderts oder zu Beginn des 20. Jahrhunderts weitgehend aus der Öffentlichkeit verschwand. Nach der Mitte des 20. Jahrhunderts begann im Zuge einer Rückbesinnung auf die traditionelle Volksmusik auch eine Wiederbelebung der Sackpfeife, die heute von Ensembles in einer modernen Volksmusik und im Ethno-Jazz eingesetzt wird.

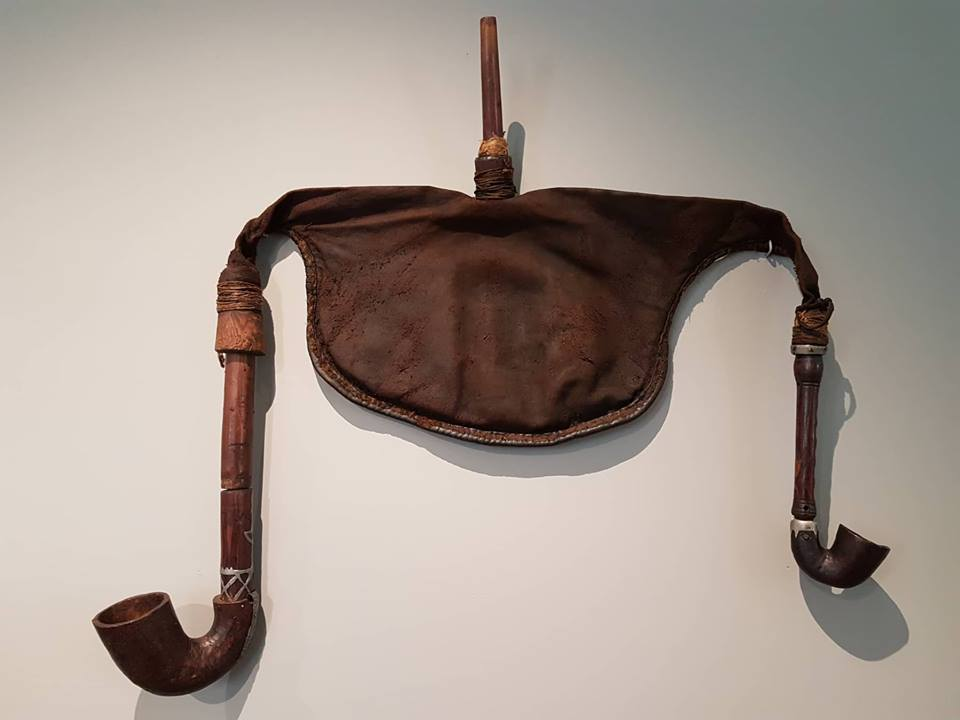
Duda aus dem Rajon Mjadsel in Belarus, Ende 19. oder Anfang 20. Jahrhundert. Einfachste Ausführung mit einer Spielpfeife, einer Bordunpfeife und einem Anblasrohr

## Etymologie

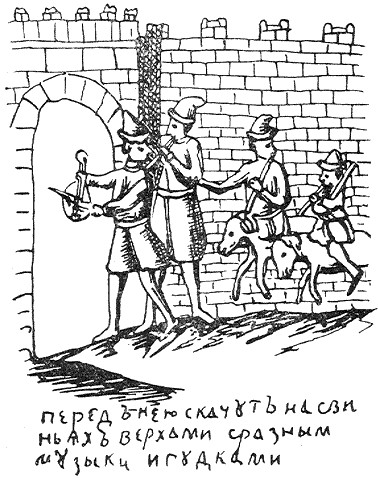
Skomorochen (spätmittelalterliche fahrende Volksunterhalter) in Russland oder Belarus, die Fiedel, Flöten und Sackpfeife spielen. Auf einem Lubok (russischer Volksbilderbogen) aus dem 18. Jahrhundert.

In vielen Sprachen hat das Wort für Dudelsack die allgemeine Bedeutung „Pfeife“, so etwa finnisch pilai, georgisch gudastviri (aus guda, „Tasche“, und stviri, „Pfeifen“), estnisch torupill („Rohrpfeife“) und duda. Das Wort duda geht auf die altkirchenslawische Wurzel du- zurück, hierzu etwa slowakisch dud, dúchat („blasen“), nadut („aufblasen“), und ist mit der Verkleinerungsform dudka für eine Schnabelflöte in den drei baltischen Ländern verwandt, sowie mit dudy für mehrere Sackpfeifentypen in Böhmen, Polen, Ungarn und Kroatien. Slawisch dud- umfasst die Bedeutung „dröhnen, tönen“ und findet sich im polnischen Verb dudnieć oder dudnić („dröhnen“). Der onomatopoetische Ursprung der Silbe du- ist in der mehrfachen Wiederholung (dú, dú, dú) erkennbar, mit der Kinder den Klang der Sackpfeife nachahmen.
Das Wort dudy gelangte im 17. Jahrhundert als „dudei“ ins Deutsche, wo es sich mit dem älteren, ursprünglich lautmalerischen „dudeln“ verband und in der Kombination mit dem aus dem Frühneuhochdeutschen stammenden Wort „Sackpfeife“ zu „Dudelsack“ wurde. Das slawische duda/dudy hat ferner die Bedeutung „Pfeife, Rohrpfeife“ und „Schalmei“ (Rohrblattinstrumente). In Litauen ist daudyte eine Holztrompete, während litauisch dudénti „mit halblauter Stimme sprechen, poltern, dröhnen“ bedeutet. Der Name der litauischen Sackpfeife dūdmaišis enthält das Wort maišis („Tasche“). Die heute in Ungarn obsolete Holztrompete fakürt wurde auch duda genannt.
Duda ist Singular. Im Tschechischen, Slowakischen und Polnischen ist allein die Pluralbildung dudy gebräuchlich. In Böhmen war ab dem 16. Jahrhundert für die Sackpfeife der Name dudy mit der ebenfalls im Plural stehenden Verkleinerungsform dudky geläufig, der Singular wurde in den tschechischen Ländern lediglich in Mähren zu dudka verkleinert zur Benennung einer Schilfrohrklarinette (Kinderspielzeug) verwendet. Von tschechisch dudy sind dudák, dudáček und dudař für „Sackpfeifenspieler“ abgeleitet. Die Hersteller von Sackpfeifen wurden dudař und in Mähren dudanár genannt. Um speziell auf den in Westböhmen beheimateten Sackpfeifentyp Bezug zu nehmen, wird dudy häufig zu české dudy („tschechischer Dudelsack“) oder seltener chodské dudy („chodischer Dudelsack“) erweitert, falls nicht der Name pukl gebraucht wird. Für die Slowakei, in der die Sackpfeife heute allgemein gajdy genannt wird, sind die Bezeichnungen dudi (für das Musikinstrument), dudanci (nur im Plural für den Sackpfeifenspieler) und dudat (für dessen Spiel) ab Ende des 17. Jahrhunderts bis ins 19. Jahrhundert belegt, vor allem in den an Tschechien und Polen grenzenden Gebieten im Nordwesten und Norden des Landes. Im Lettischen wird nur der Plural dūdas für die Sackpfeife verwendet, während der Singular dūda obsolete Streichinstrumente vom Typ des Bumbass bezeichnet.
Aleksander Brückner (1918) erklärt serbisch duduk („Pfeife, Flöte“) als unmittelbare Entlehnung von armenisch duduk. Dagegen verweist er bei serbisch und allgemein bei slawisch duda auf die altkirchenslawische Herkunft. Laurence Picken (1975) erkennt jedoch eine Verwandtschaft des lautmalerischen türkischen Wortes düdük („Pfeife“) über armenisch duduk und georgisch duduki (Doppelrohrblattinstrumente) hinaus mit der slawischen Wortgruppe duda. Zum Wortumfeld von düdük für unterschiedliche Blasinstrumente (Flöten, Rohrblattinstrumente, Sackpfeifen) gehören demnach auch tutek (zentralasiatische Flöten), karelisch duddu, tschuwaschisch tutut, tut (kurze Birkenrindentrompete) und slowenisch tuti. Auch Ludwig Finscher (1998) sieht die mutmaßliche Herkunft von duda/dudy aus dem türkischen düdük und verweist darüber hinaus auf Martin Vogel (1969), der dudy mit arabisch duldul („Maultier“) zusammenbringt, um eine Beziehung zwischen dem Ledersack und dem für die orientalische Welt kulturell bedeutsamen Esel herzustellen. Analog will Vogel das weit verbreitete, aus dem Arabischen entlehnte Wort für („Ziegen“-)Sackpfeifen gajda (gaita) und andere Rohrblattinstrumente (algaita) mit neugriechisch gaidaros (γάιδαρος, „Esel“) verbinden. Das Bedeutungsumfeld des slawischen Wortes duda, „Sackpfeife“, kann neben der Herkunft von „Pfeife“ auch über polnisch dudlić („Sackpfeife spielen“) mit dúdła („Höhlung eines Baumes, hohler Baum“) verbunden werden.
Lautmalerisch verwendet wird duda auch in den ungarischen Wortzusammensetzungen kögcsögduda („Topfdudel“) oder gyerekduda („Kinderdudel“) für eine Stabreibtrommel. Bei der ungarischen Sackpfeife wird das Wort duda über das Material näher definiert, etwa als kecskeduda („Ziegendudelsack“), bőrduda („Lederdudelsack“) und kutyabőrduda („Hundefelldudelsack“). Ähnlich ist die Zusammensetzung von ungarisch síp („Pfeife“) zu tőmlősíp („Sackpfeife“) wie töröksíp („Türkenpfeife“) und kandszduda („Schweinehirten-Tierhorn“).

## Herkunft

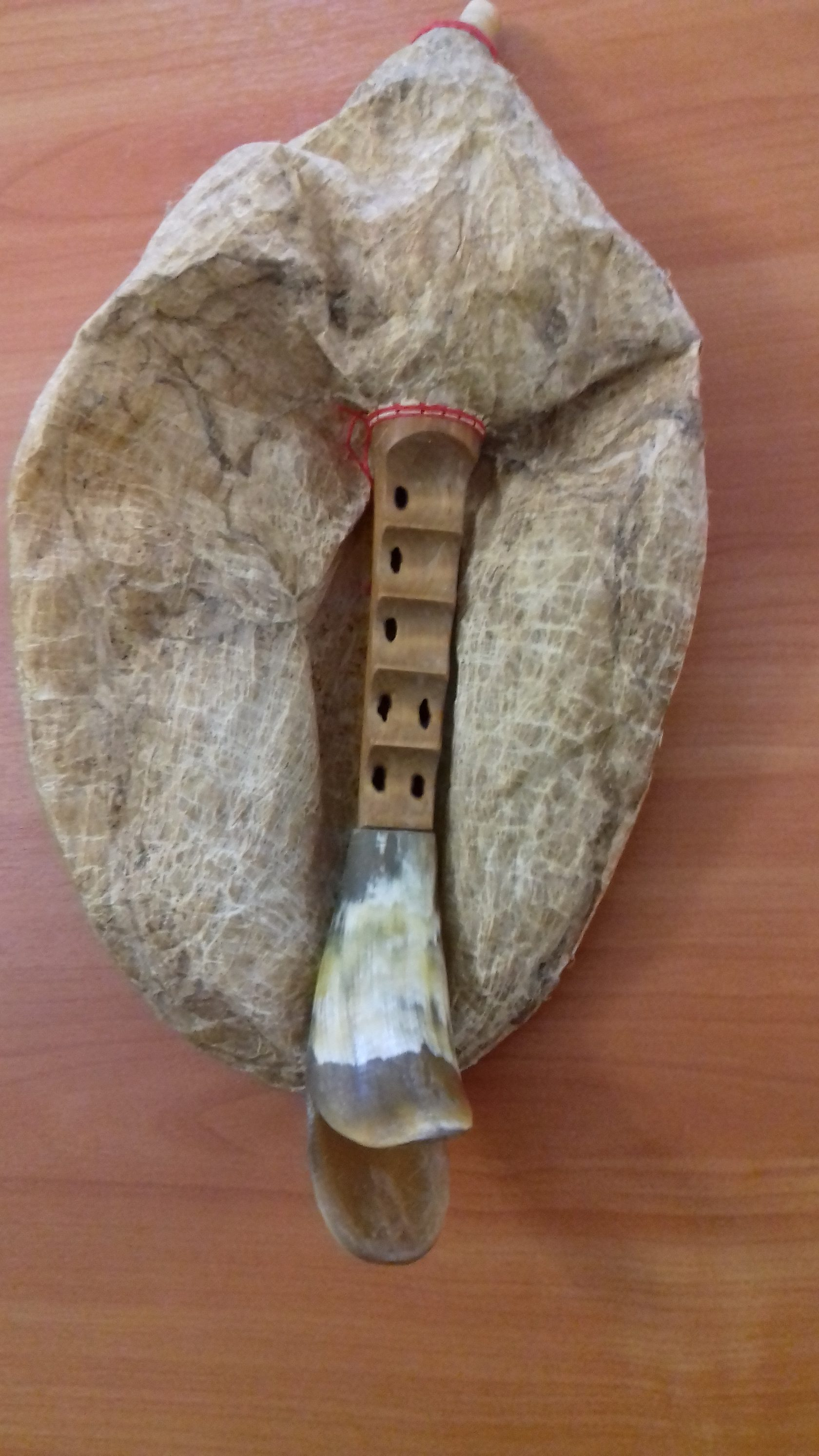
Platerspiel schabr der Tschuwaschen in der Wolgaregion nach dem Prinzip einer Doppelflöte mit gemeinsamem Schallbecher aus Rinderhorn

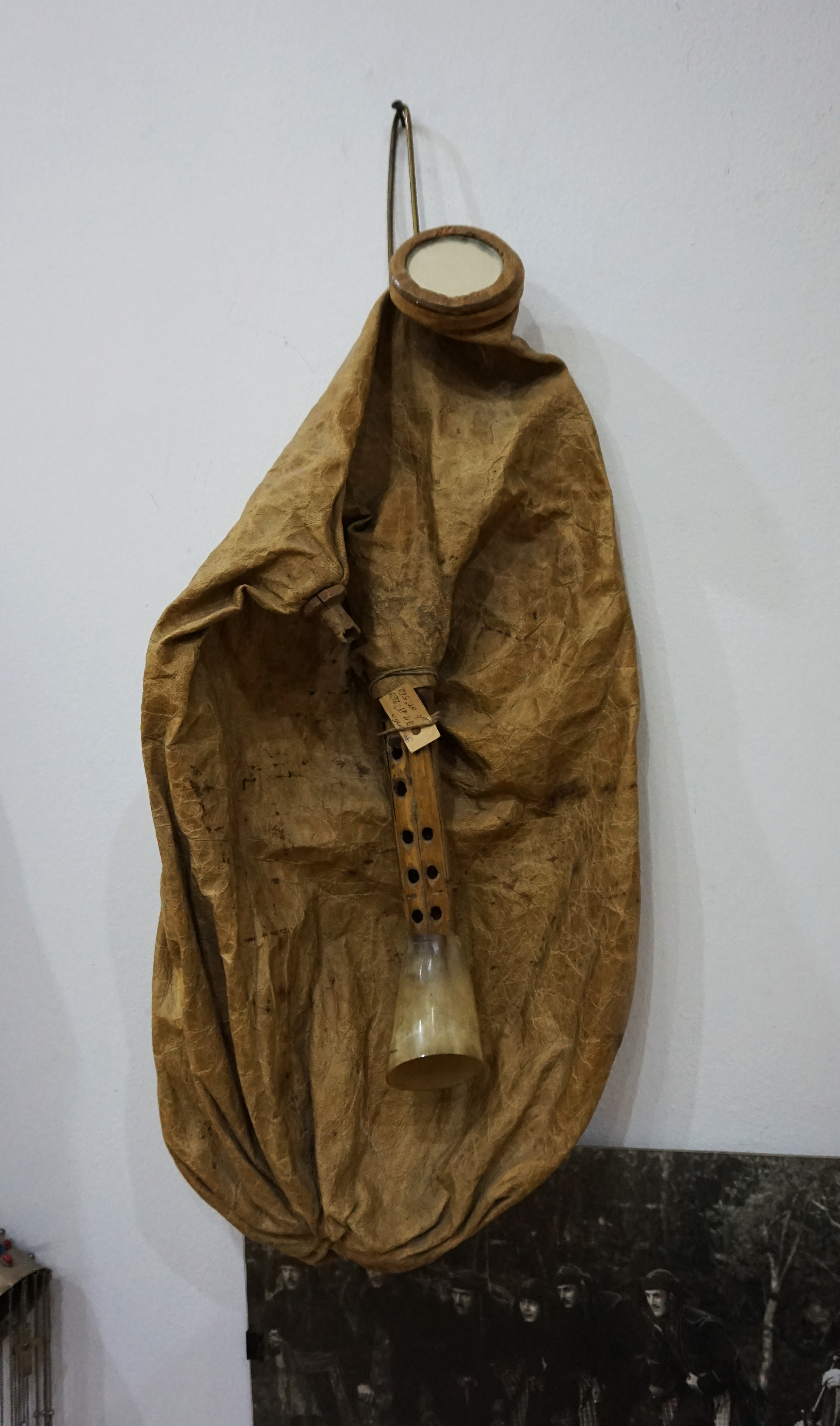
Baugleiche tschiboni in Adscharien, ähnlich der georgischen gudastviri. Sechs und drei Fingerlöcher in der Doppelpfeife

Zur mutmaßlichen Herkunft des Instrumententyps aus dem westlichen Asien siehe den Artikel zur indischen Sackpfeife mashak.
Abgesehen von den wohl vorhandenen technischen Fähigkeiten zum Bau von Sackpfeifen etwa im Alten Ägypten liegen keine konkreten Belege für den Gebrauch von Sackpfeifen in vorchristlicher Zeit vor. Die frühesten literarischen Hinweise auf Sackpfeifen stammen von antiken griechischen und römischen Autoren ab dem 1. Jahrhundert n. Chr. Zu ihnen gehören Dion Chrysostomos, der in der zweiten Hälfte des 1. Jahrhunderts den Sackpfeifenspieler askaules (aus altgriechisch askos, „Ledersack“ und aulos, „Rohrblattinstrument“) nennt, und der römische Schriftsteller Sueton, bei dem der Sackpfeifer utricularius (Latein utriculus, „Beutel, Schlauch“) heißt. Über die weitere Existenz von Sackpfeifen in spätantiker Zeit und einen Zusammenhang mit den mittelalterlichen Instrumenten ist nichts bekannt.
Im 9. Jahrhundert nach Westeuropa gelangte Sackpfeifen erwähnen Walahfrid Strabo (807–849) als chorus, möglicherweise Regino von Prüm (um 840–915) als musa und der sogenannte Dardanus-Brief eines Pseudo-Hieronymus genannten unbekannten Verfassers. Hiernach bestand der chorus aus einem Luftsack und zwei Blasröhren. Durch die erste Röhre wird hineingeblasen und durch die zweite kommt die Melodie heraus. Arabische Autoren beschreiben die Sackpfeife ab dem 11. Jahrhundert: Avicenna (um 980–1037) als mizmār al-ghirāb und der andalusische Dichter asch-Schaqundī († 1231) aus Sevilla als al-ghaita. Ab dem 13. Jahrhundert tauchen in Westeuropa neben den literarischen Belegen vermehrt auch mehr oder weniger realistische Abbildungen von Sackpfeifen auf. Mit wenigen Ausnahmen, etwa der französischen musette und der italienischen zampogna mit Doppelrohrblättern, haben Dudelsäcke mit zylindrischen Spielpfeifen Einfachrohrblätter und die meisten konischen Spielpfeifen Doppelrohrblätter.
Eine Bordunpfeife erwähnt erstmals der französische Sänger Adam de la Halle im letzten Viertel des 13. Jahrhunderts in seinem Singspiel Jeu de Robin et Marion. Auf Miniaturen sind ab dieser Zeit bei westeuropäischen Sackpfeifen separate Bordunröhren zu sehen, weil, wie Curt Sachs (1940) vermutet, der Bassbordun eine Oktave tiefer als die Tonika und deshalb die Bordunpfeife doppelt so lang wie die Melodiepfeife sein musste. Die erste Sackpfeife mit einem Blasebalg zur Versorgung der Pfeifen mit Blasluft wurde Anfang des 16. Jahrhunderts (um 1520) vom Kanoniker Afranio aus Ferrara (Oberitalien) erfunden und phagotum genannt, wie aus einer Veröffentlichung von 1539 hervorgeht. Gegen Ende des 16. Jahrhunderts erhielten Blasebälge die irischen Sackpfeifen und die französische musette, im Verlauf des 17. Jahrhunderts wurden weitere europäische Sackpfeifen damit ausgestattet. Seit dieser Zeit besitzen alle westeuropäischen Sackpfeifen – anders als die osteuropäischen – konische Spielröhren und Doppelrohrblätter. Ab dem 16. Jahrhundert wurden die bislang zur Tanzbegleitung und bei religiösen Prozessionen gespielten Sackpfeifen auch in Militärkapellen eingesetzt. So beauftragte im Jahr 1573 Fürst Wilhelm II. Von Bayern den Grafen Julius von Salm (1531–1595), ihm einen Sackpfeifer zu besorgen und zwar „...einen ungarischen Sack Pfeiffer mit seinem ungarischen Instrument und Kunst...“. Der Hof des Herzogtums Württemberg erwarb im Jahr 1588 drei polnische Sackpfeifen und im 17. Jahrhundert erhielt die polnische Infanterie Sackpfeifen.
In Spanien entstanden eine Reihe von regionalen unterschiedlichen Sackpfeifen, deren Namen gaita sich von arabisch al-ghaita herleitet. Auf einen Ausbreitungsweg deutet die etymologische Verwandtschaft der gajda, gaida, gajde und ähnlich genannten Sackpfeifen in Osteuropa und auf dem Balkan hin. Viele der Sackpfeifen in beiden Regionen besitzen zylindrische Spielpfeifen mit Einfachrohrblättern und häufig enden die Spielpfeifen in einem Schallbecher aus Rinderhorn. In Polen werden fünf Typen von Sackpfeifen unterschieden. Im südpolnischen Bergland, in Tschechien und in der Slowakei grenzen die Bezeichnungen dudy und gajda für heute gespielte Sackpfeifen aneinander. Letztere kommt in Polen im Gebiet der Schlesischen Beskiden vor. Von den übrigen polnischen Sackpfeifen mit Blasebälgen unterscheidet sich die südpolnische koza, die über ein Mundblasrohr mit Luft versorgt wird.
Für die osteuropäischen duda-Typen, die nach dem Kernland ihrer Verbreitung als „ungarische Sackpfeifen“ bezeichnet werden können, ist in erster Linie eine enge parallele Anordnung von Spiel- und Bordunpfeife als Doppelpfeife in einem Holzblock typisch. In diesem osteuropäischen Sackpfeifentyp erkennt Curt Sachs (1930) als Vorläufer die orientalischen „Doppelklarinetten“, die es in einfacher Form mit ideoglotten Rohrblättern bereits im Alten Ägypten (abgebildet ab Ende der 4. Dynastie) gab und in Gestalt der ägyptischen zummara noch gibt. Von dort zieht Sachs Verbindungslinien über al-Andalus zur launedda auf Sardinien, zur alboka im Baskenland und über die Balkanroute zur schaleika nach Russland, zur birbynė nach Litauen und zu dieser duda. Diese Verbindung von Sackpfeifen in Osteuropa und auf dem Balkan bezieht sich demnach nicht nur auf die Form mit zwei parallelen Pfeifen und die Tonerzeugung mit Einfachrohrblättern, sondern auch auf die im Orient altbekannte Praxis des Bordunierens. In Westeuropa entspricht dem „ungarischen Sackpfeifentyp“ als eine Ausnahme die boha (bouha, auch cornemuse Landaise) in der Landes de Gascogne im Südwesten von Frankreich.
Eine weitere Verbindungslinie wird von der ungarischen duda zu den Platerspielen mit derselben Doppelbohrung im Gebiet der Wolga in Russland gezogen, etwa zur schabr (russisch шабр, auch schapar, шапар) der Tschuwaschen. Deren Spielpfeife ähnelt einer Doppelflöte mit gemeinsamem Mundstück und Schallbecher für beide Röhren. Die zweite Pfeife bei den Wolga-Sackpfeifen (mit zwei Grifflöchern bei der schabr) wird für den Rhythmus verwendet. József Kozak (2001), der auf diese Parallelität hinweist, hält einen im 7. Jahrhundert beginnenden Kulturtransfer von der Wolga in die Pannonische Tiefebene für ursächlich. Nach der gängigen These wurden die ursprünglich am Ural siedelnden Magyaren ab dieser Zeit nach Südwesten in das Gebiet des heutigen Ungarn gedrängt, während Tscheremissen und andere Völker ihren Platz im Wolgagebiet einnahmen. Als einen Beleg für die Verbindung der Sackpfeifentypen führt Kozak eine Namensverwandtschaft zwischen schapar, schabr und einem magyarischen Stamm namens Sabir an. Eine andere Ableitung führt hingegen schapar auf das hebräische Wort schofar für ein Widderhorn zurück. Die Beziehungen sind nach allen Seiten spekulativ. Selbst wenn Kozaks These zutrifft, verbleibt eine ungeklärte Zeitspanne von der ungarischen Landnahme der Pannonischen Tiefebene Ende des 9. Jahrhunderts und dem 17. Jahrhundert, als die ersten ungarischen Sackpfeifen mit Kontrapfeifen nachweisbar werden.

## Verbreitung

### Ungarn

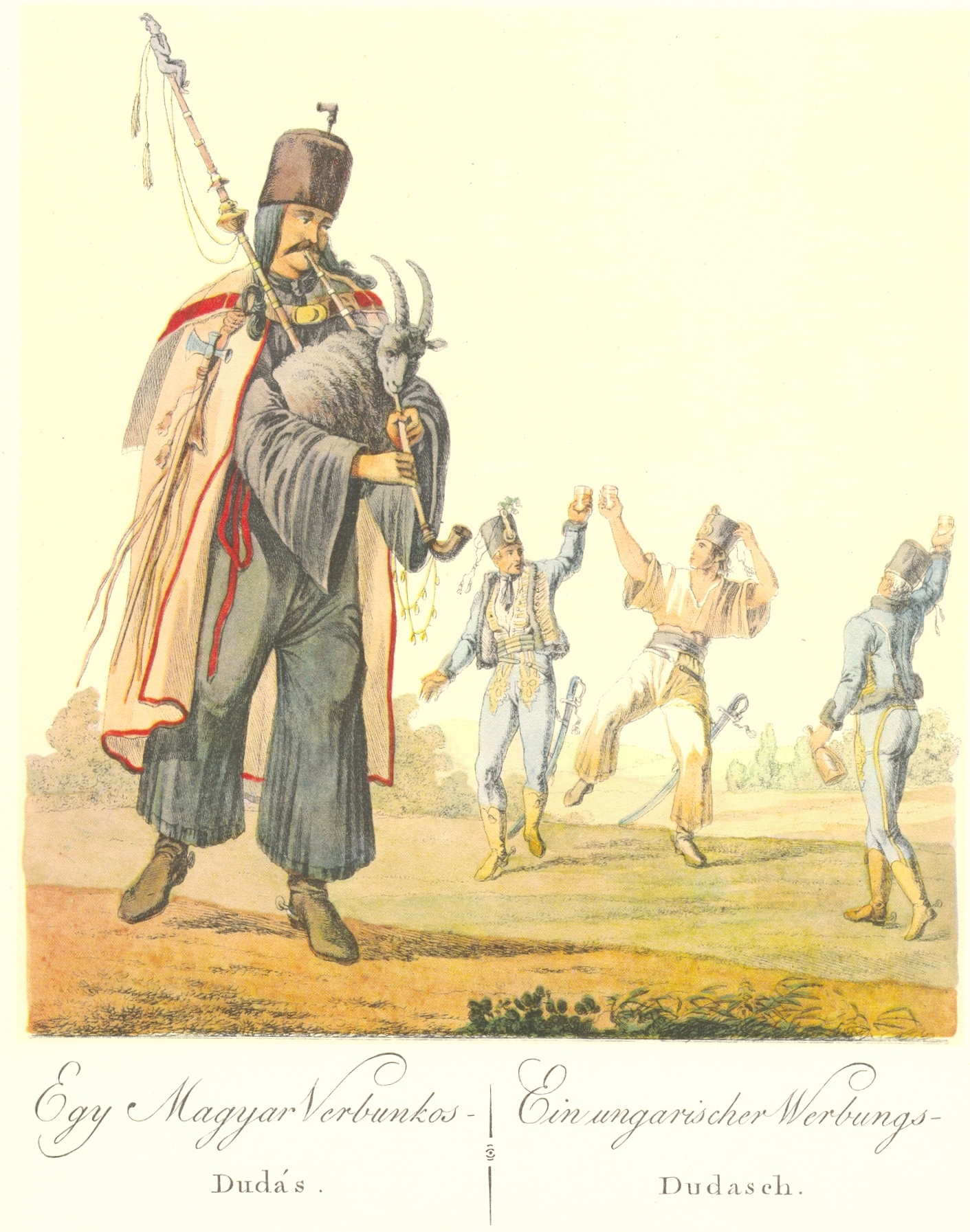
Ungarischer Sackpfeifenspieler in einer Verbunkos-Tanzszene zur Rekrutenwerbung. Kupferstich von József Bikkessy-Heimbucher, 1816

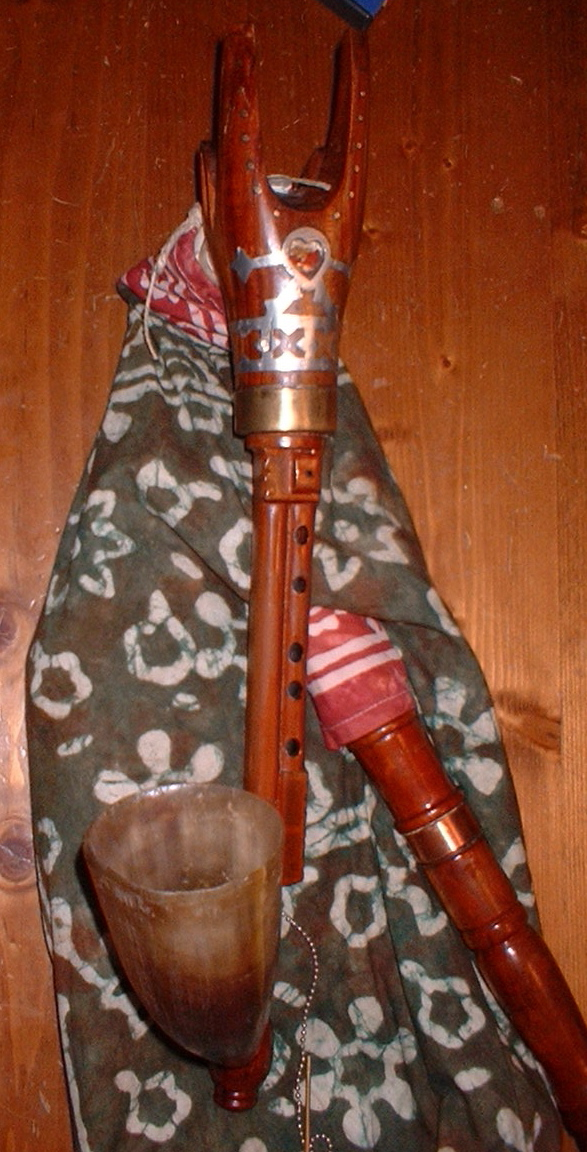
Ungarische duda mit Doppelpfeife und separater langer Bordunpfeife

Im Ungarischen sind die Wörter duda und gajda seit dem 14. Jahrhundert belegt. Die älteste Darstellung einer Sackpfeife in Ungarn findet sich als Randverzierung auf einem Kodex des ungarischen Königs Matthias Corvinus aus dem 15. Jahrhundert. Aus der unter Corvinus ausgebauten Budapester Burg blieb aus derselben Zeit eine Ofenkachel mit der Abbildung eines Sackpfeifenspielers erhalten. Im 16. Jahrhundert war die Sackpfeife nachweislich ein Instrument der Militärmusiker. Bei damaligen Abbildungen kann es schwierig sein herauszufinden, ob das gezeigte Musikinstrument tatsächlich in Ungarn in Gebrauch war oder ob eine Bildkopie von anderswo vorliegt. So zeigt eine Flügeltafel des 1510–1516 entstandenen ehemaligen Hochaltars der Pfarrkirche von Sabinov (ungarisch Kisszeben), der sich heute in einem Museum in Budapest befindet, die Geburt Christi. Darauf spielt ein Hirte einen Dudelsack mit zwei Bordungpfeifen. Ein solches Instrument kommt aber in der ungarischen Musik nicht vor. Die Darstellung ist eine getreue Kopie eines zwischen 1502 und 1505 entstandenen Holzschnitts aus dem Bilderzyklus Das Marienleben von Albrecht Dürer. Andere dekorative Abbildungen mit Musikszenen ab dem 16. Jahrhundert in religiösen oder weltlichen Zusammenhängen (in Kodizes, Wandmalereien an Bürgerhäusern, Kacheln) stellen musizierende Bärenführer, Alleinunterhalter mit Trommel und Flöte, Jäger mit Horn und Sackpfeife spielende Narren dar.
Während die Sackpfeife im 17. Jahrhundert als Volksmusikinstrument verbreitet war, spielte sie ebenso eine bedeutende Rolle in den Musikkapellen des ungarischen Hochadels und der Fürsten in Siebenbürgen. Der niederländische Maler Justus van der Nypoort zeigt in einem Kupferstich von 1686 einen Sackpfeifenspieler und einen Geiger, die Bauern zum Tanz aufspielen. Der ungarische calvinistische Priester Gáspár Miskolczi Csulyak (1627–1696) erwähnt (im ersten zoologischen Werk in ungarischer Sprache, das 1702 erschien) auch Viehhirten, die Sackpfeife spielen.

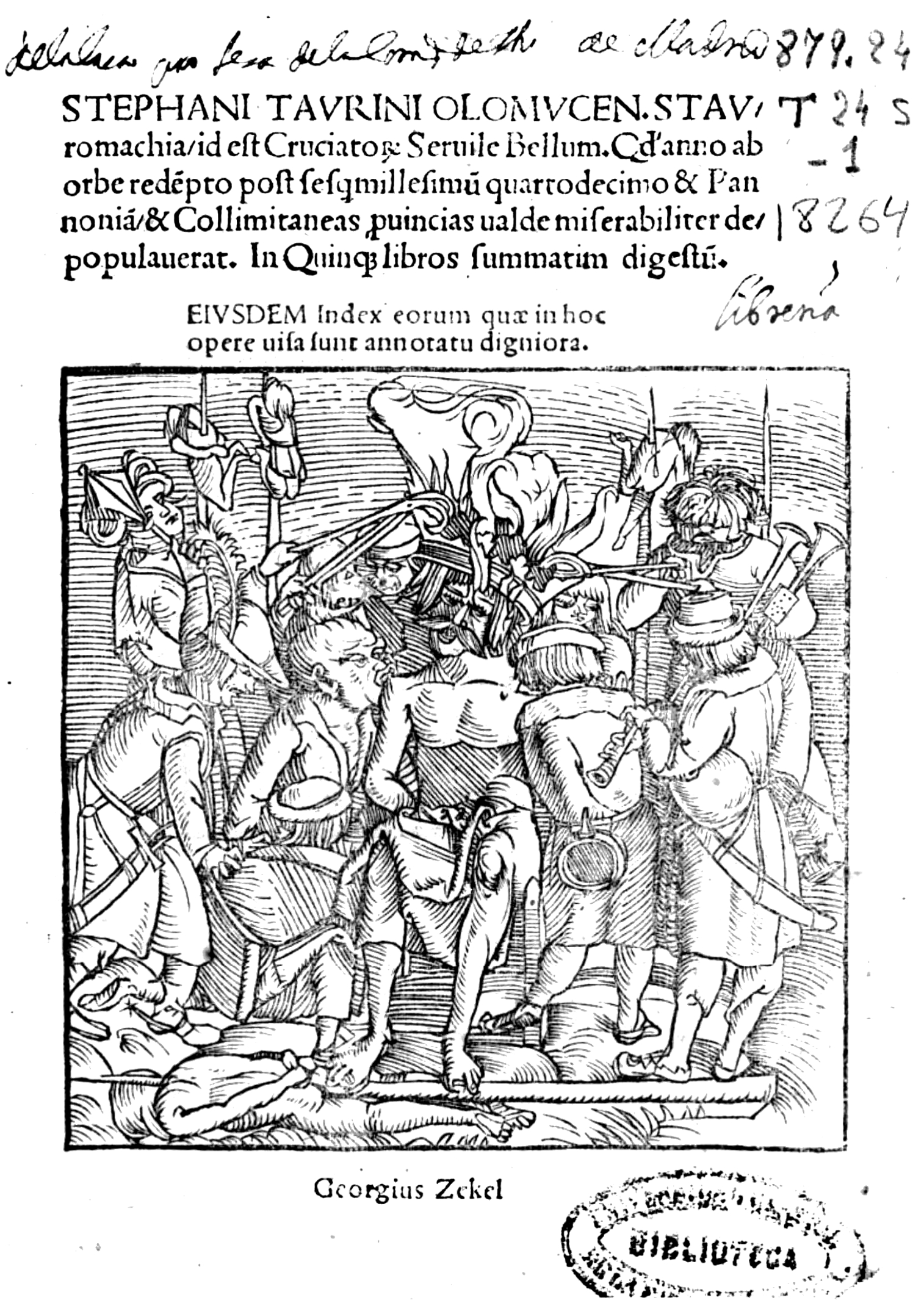
Titelbild in Stephan Stieröchsels Geschichtswerk Stauromacha von 1519 mit der ältesten Darstellung einer Sackpfeife in Siebenbürgen

In Siebenbürgen erscheint die erste Abbildung einer Sackpfeife auf dem Titel von Stauromachia, id est Cruciatorum servile bellum: Servilis belli Pannonici libri V von 1519, einem auf Latein verfassten Werk des Siebenbürger Geschichtsschreibers Stephan Stieröchsel (1485–1519, lateinischer Name Stephanus Taurinius) über den Kleinadligen György Dózsa (um 1470–1514), der 1514 einen Bauernaufstand gegen den ungarischen König anführte. Der Holzschnitt zeigt die Hinrichtung Dózsas. Von Meister Servatius aus Hermannstadt stammt eine 1589 entstandene Textillustration einer Sackpfeife, eine weitere Abbildung vom Ende des 16. Jahrhunderts befindet sich auf einem Kragstein am Haus des siebenbürgischen Diplomaten István Kakas (1566–1603). Michael I. Apafi (reg. 1661–1690), Fürst von Siebenbürgen, soll die Sackpfeife zu seinem Lieblingsinstrument erklärt haben. Schriftliche Belege für Sackpfeifen bei den Ungarn und Rumänen in Siebenbürgen liegen erst ab dem 17. Jahrhundert vor, beispielsweise 1683 aus dem Ort Tarcsafalva (Kreis Harghita) in einem Bericht über einen Sackpfeifenspieler, der geschlagen wurde. Die Siebenbürger Ungarn verwendeten im 17. Jahrhundert das Wort duda, das offenbar allgemein bekannt gewesen sein muss, denn es wurde auch in einem „humorvoll-obszönen Sinn“ gebraucht, wie die 1695 in einem Scheidungsregister vermerkte Aussage einer Frau, der Mann habe „sie betrogen und sich ihr mit dem duda genähert“, interpretiert wird.
Die Rumänen nennen bis heute den Dudelsack cimpoi. In der ungarischen Umgangssprache in Siebenbürgen ist auch die Variante csimpolya gebräuchlich, abgeleitet vom griechischen symphonia (etwa „Zusammenklang“), mit dem im Mittelalter in einigen Sprachen überwiegend Sackpfeifen bezeichnet wurden: von italienisch zampogna bis georgisch tschiboni.
Anfang des 19. Jahrhunderts war die Sackpfeife in Ungarn offenbar altmodisch geworden, denn sie wurde nur noch von der einfachen Bevölkerung gespielt, insbesondere von Hirten und umherziehenden Musikern, die mit ihr auf Bauernhochzeiten und in Dorfkneipen für Unterhaltung sorgten. Hierzu passt ein farbiger Kupferstich von József Bikkessy-Heimbucher aus dem Jahr 1816, auf dem ein Militärmusiker mit einer Sackpfeife zum Tanz aufspielt, um für Rekruten zu werben. Das Instrument besaß wohl einen volkstümlichen Charakter und war bei den Dorfbewohnern so beliebt, dass sich damit Werbung für das Militär machen ließ. Von einem Sackpfeifenspieler, der 1812 zu einem Infanterieregiment in Budapest gehörte und dort für die Soldatenwerbung zuständig war, berichtet Mitte des 19. Jahrhunderts Gábor Mátray (1797–1895), der Pionier der ungarischen Volksmusikforschung. Im weiteren Verlauf des 19. Jahrhunderts und bis ins 20. Jahrhundert blieb die Sackpfeife das Instrument der Schäfer und der wandernden Unterhaltungsmusiker, während sie in den Zigeunerkapellen nicht eingesetzt wurde. Diese verkörperten den neuen bürgerlichen Musikstil mit Violine, Bassgeige, Hackbrett (cimbalom) und Klarinette. Eine Zeichnung, die eine Festveranstaltung im Freien in Kecskemét darstellt, ist ein Beleg, dass beide Musikformen zugleich unterhalten konnten. Zu den Zeiten ihres Einsatzes bis Anfang des 20. Jahrhunderts war die Sackpfeife zwar nicht sehr zahlreich in Ungarn verbreitet, spielte aber dennoch eine bedeutende Rolle in der Volksmusik.

### Tschechien

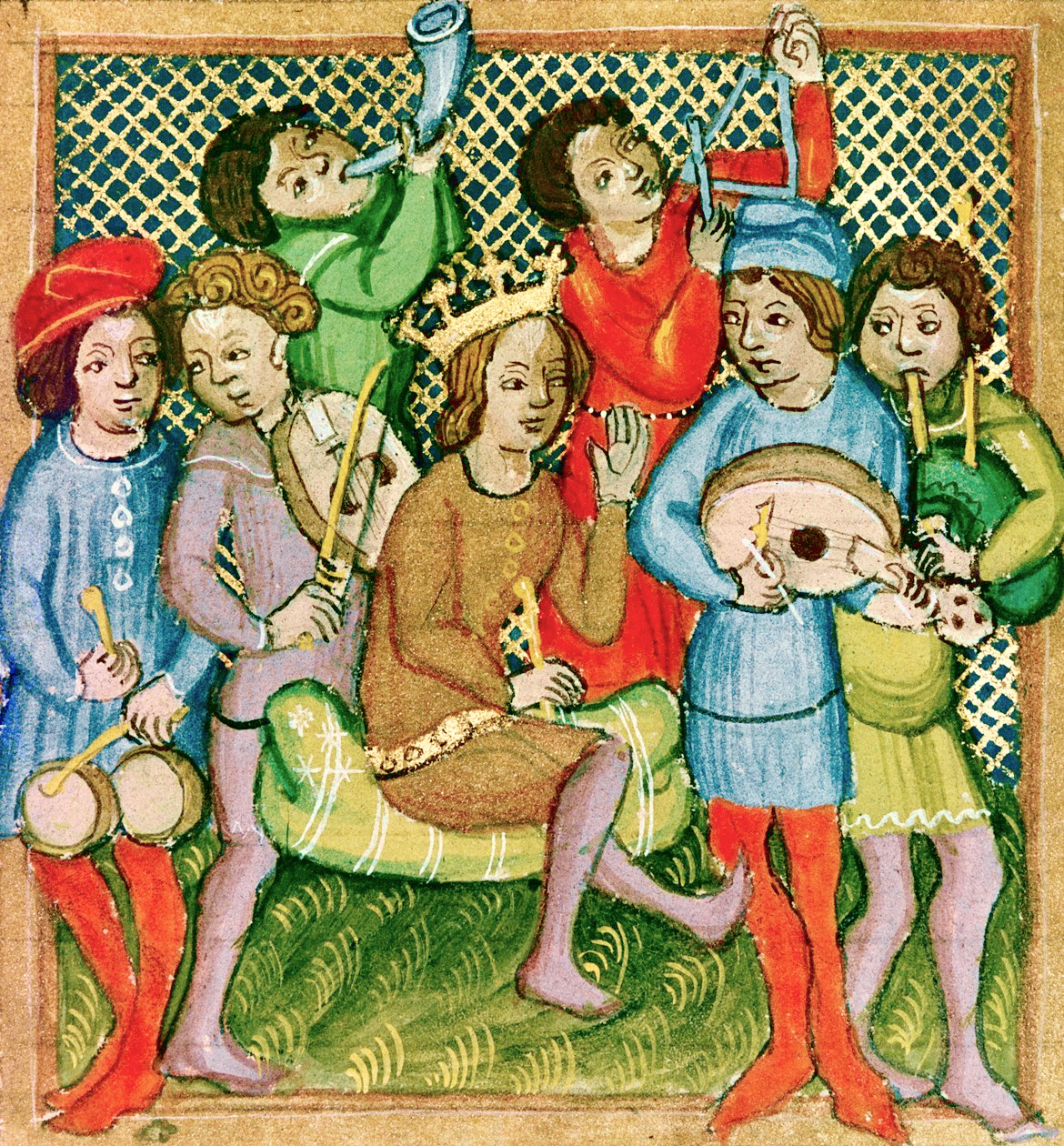
Musikanten in der Olmützer Bibel, einer Handschrift von 1417, die in Olmütz aufbewahrt wird. Kleines Kesseltrommelpaar (naqqara), Fidel (vielle), Olifant, Triangel, Laute (koboz) und Dudelsack mit dem König in der Mitte

Neben den Wortumfeldern von dudy und gajda sind im Gebiet einige weitere Bezeichnungen für die Sackpfeife überliefert. In Quellen aus dem 13. Jahrhundert findet sich das Wort kór, das über mittellateinisch chorus („Chor, Rundtanz“) auf altgriechisch chorós zurückgeht und vermutlich das Platerspiel, eine frühe einfache Form der Sackpfeife, bezeichnete. Ein Platerspiel ist auf Wandmalereien in der Burg Karlštejn (südwestlich von Prag) aus der zweiten Hälfte des 14. Jahrhunderts zu sehen. Die Olmützer Bibel ist die älteste erhaltene Bibelübersetzung in alttschechischer Sprache von 1417 und wird in Olmütz, Mähren, aufbewahrt. In der darin enthaltenen Miniatur ist unter den Musikern auch ein Sackpfeifer abgebildet. Unklar ist, ob der in der Mitte sitzende König alle seine Musiker um sich versammelt hat oder ob es sich um ein in dieser Besetzung musizierendes Ensemble handelt. Im 15. und 16. Jahrhundert und einmalig noch Ende des 18. Jahrhunderts war die Sackpfeife auch mit Abwandlungen des Wortes koza („Ziege“, entsprechend der polnischen koza, auch kozel, „Ziegenbock“) als kozicě, kozyczye oder koziczye bekannt, weil der Luftsack aus Ziegenfell gefertigt wurde. Kozlik („Ziegenböckchen“) ist eine weitere Bezeichnung aus dem 16. Jahrhundert. Luftsäcke aus Ziegenfell mitsamt Haaren waren in Polen, Mähren und in der Slowakei verbreitet. In Böhmen wurden Sackpfeifen außer dudy auch pukl, puklo oder buklo genannt, bis Ende des 18. Jahrhunderts außerdem kejdy (keydař, „Sackpfeifer“). Inwiefern dudy oder kejdy unterschiedliche Sackpfeifentypen bezeichnete, ist nicht bekannt. Pukl wird entweder auf das deutsche „Böckel“ („Böckl“, dialektal für „Ziegenbock“) und auf „Buak“ im deutschen Dialekt des Egerlandes für „Dudelsack“, mit dem bairischen Diminutiv „Buakl“ zurückgeführt, oder auf das in Süddeutschland geläufige Dialektwort „Buckl“ für „Buckel“, was zunächst „gekrümmt“ bedeutet und sich dann auf die Form der Bordunpfeife bezieht.
Weitere regionale Bezeichnungen waren in Ostmähren vom 18. Jahrhundert bis zur ersten Hälfte des 20. Jahrhunderts šuty mit der Verkleinerungsform šutky (von einem slawischen Wortstamm, der Hornlosigkeit bei Rindern und Ziegen bedeutet) sowie in West- und Südböhmen bzikalky (vom Verb bzikati, „summen“) für einen kleinen Sackpfeifentyp im 19. Jahrhundert. Anfang des 19. Jahrhunderts wurden in Böhmen sprachlich mehrere Sackpfeifentypen nach ihrer Größe unterschieden: die kleine bzikalky, eine hrkavky (vom Verb hrkati, „krachen, schnarren“), eine kozel und eine velké dudy („große Sackpfeife“).
In der an Deutschland angrenzenden Region Westböhmen wurden Sackpfeifen für eine deutsche Errungenschaft gehalten und „deutscher Dudelsack“ (německé dudy) oder im Dialekt der deutschsprachigen Bevölkerung „Dudelsook“ genannt. Ein weiterer Name für einen Dudelsack mit vier Pfeifen war in Teilen von Mähren moldánky (möglicherweise wegen der vielen Pfeifen von lateinisch multus, „viel“, abgeleitet). Bei moldánky und bzikalky könnte es sich um denselben Typ gehandelt haben.
Die literarischen Belege zeigen, dass Sackpfeifen im Gebiet von Tschechien vom 13. Jahrhundert bis heute durchgängig verwendet wurden, wobei die zuvor allgemeine Verbreitung im Verlauf des 19. Jahrhunderts auf einzelne Gebiete zurückging. Die älteste Abbildung einer Sackpfeife in Böhmen ist ein Wandbild in der Kapelle des Heiligen Kreuzes in der Burg Karlštejn aus der Mitte des 14. Jahrhunderts, das einen Engel zeigt, der eine Sackpfeife mit einer über die Schulter ragenden geraden Bordunpfeife und einer konischen Melodiepfeife bläst. Während die Sackpfeife in den meisten Gebieten Mährens sowie in Süd- und Ostböhmen Anfang des 20. Jahrhunderts praktisch verschwunden war, überlebte die Spieltradition in Westböhmen und im Teschener Schlesien noch bis zum Zweiten Weltkrieg. Im westböhmischen Egerland pflegte die deutsche Bevölkerung bis zum Ende des 19. Jahrhunderts eine eigene Sackpfeifentradition. Als Johann Wolfgang von Goethe 1822 den Kurort Karlsbad besuchte, führte man ihm als typische Volkskultur einen Brautzug vor, dem ein Dudelsackspieler und ein Geiger vorangingen.
Durch ein wiedererstarkendes Interesse an traditioneller Volksmusik ab den 1950er Jahren erfuhr auch die Sackpfeife mancherorts eine Wiederbelebung. Im Jahr 1956 wurden 128 Sackpfeifenspieler in Böhmen, 12 in Mähren und 5 in Schlesien gezählt. Im Rahmen der identitätsstiftenden Volkskunstbewegung wurden Anfang der 1960er Jahre in dieser Region rund 500 Sackpfeifenspieler registriert. In den folgenden Jahrzehnten ging deren Zahl wieder zurück.
Heute wird in der Volksmusik Tschechiens der im 17./18. Jahrhundert im deutsch-polnischen Grenzgebiet als „polnischer Bock“ entwickelte und in der Mitte des 19. Jahrhunderts aus Bayern eingeführte böhmische Bock mit Blasebalg gespielt. Besonders bekannt für die starke Tradition des Sackpfeifenspiels ist die südböhmische Stadt Strakonice. Hier lässt der tschechische Dramatiker Josef Kajetán Tyl (1808–1856) im Zaubermärchen Der Dudelsackspieler von Strakonice (1847), das auf einer alten Volkserzählung beruht, den Dudelsackpfeifer Schwanda mit Hilfe der magischen Klänge seines Instruments ein abenteuerliches Leben zwischen ländlicher Idylle, Hof der Königin, knapp entkommener Hinrichtung und einem Aufenthalt in der Hölle durchmachen. Die hiernach komponierte Volksoper Schwanda, der Dudelsackpfeifer wurde 1927 erstaufgeführt. Aufgrund dieser Überlieferung findet seit 1967 alle zwei Jahre in Strakonice ein internationales Festival für Dudelsackspieler statt. Das Festival wird im Rahmen der Volkskunstbewegung durch den tschechischen Staat gefördert.

### Slowakei
Im ungarischen Schlägl-Kodex aus dem Jahr 1370, der in der Slowakei entstand, kommt erstmals für dieses Land das nahezu ausschließlich verwendete Wort gajdy für die Sackpfeife vor. Dudi und Ableitungen hiervor waren nur bis ins 19. Jahrhundert im Westen und Norden an den sprachlich von Mähren und Südpolen beeinflussten Grenzregionen gebräuchlich. Als dudi wurde die dortige Sackpfeife mit zwei Spielröhren benannt. Zur Unterscheidung war seit 1825 in der Mittelslowakei mutmaßlich überwiegend die Bezeichnung šutky für einen einfachen einstimmigen Dudelsack (Platerspiel) üblich, der jedoch restlos verschwunden ist und von dem auch keine näheren Angaben überliefert sind.
Die allgemeine geschichtliche Überlieferung der Sackpfeifen in der Slowakei beginnt bei einigen Familien- und Ortsnamen, etwa bei dem für 1272 belegten Ortsnamen Gayusbogdan, der sich aus gajda und einem slawischen Vornamen (Bog dan, „Gott gebe“) zusammensetzt und sich auf den Sackpfeifer Bogdan bezieht. Die Stadt Trenčín hieß in früheren Zeiten „Gajdoš“, Čadca hieß „Gajdošci“, Žilina hieß „Gajdošíci“ und Veľká Bytča war als „Gajdošovce“ bekannt. Den Abbildungen zufolge waren die meisten Sackpfeifen in der Slowakei früher zweistimmig (mit einer Melodie- und einer Bordunpfeife), gehörten also zu jenen, die gajdy oder dudy genannt wurden. Sie wurden im Verlauf des 19. Jahrhunderts abgesehen von den Randgebieten im Norden und Westen allmählich von dreistimmigen Sackpfeifen verdrängt. Slowakische und ungarische Sackpfeifer spielten auch in den Dörfern der jeweils anderen Volksgruppe, deren Lied- und Tanztradition ihnen geläufig war.
Speziell für den zweistimmigen Dudelsack lassen sich drei Abbildungen vor dem 16. Jahrhundert benennen. Aus dem 14. Jahrhundert stammt ein Fresko in der gotischen Kirche St. Jakob in Levoča. Am Thurzo-Haus in Banská Bystrica zeigt eine Darstellung aus dem 15. Jahrhundert eine Sackpfeife mit zwei geraden Rohren, während im Antiphonale in Bratislava ein Instrument mit einer leicht gebogenen Spielpfeife abgebildet ist. Für das 16. und 17. Jahrhundert sind Pfeifen mit großen gebogenen Schallbechern (aus Horn) belegt, was die Sackpfeife dem Umfeld der Bauern und Hirten zuordnet. Im 18. Jahrhundert erscheint die zweistimmige Sackpfeife auf Hinterglasmalereien mit Darstellungen des mythischen Volkshelden und Räuberführers Juraj Jánošík. Die Verwendung dieses Sackpfeifentyps in der Nordslowakei im 19. Jahrhundert belegen etliche Krippenfiguren aus der Landschaft Orava.
Der zweistimmige Dudelsack ist von der West- und Nordslowakei über Südpolen bis Mähren verbreitet. Dies hängt mit dem kulturellen Austausch der Slowaken mit den Bewohnern im südlichen Mähren und den Goralen in der südpolnischen Region Podhale seit dem 16. Jahrhundert zusammen. Sackpfeifer in der Slowakei spielten nach Modellen aus Podhale gefertigte Instrumente und Goralen-Musiker traten bei Hochzeiten in der Slowakei auf. Einen weiteren musikalischen Austausch gab es besonders im 19. Jahrhundert über die Grenzen zwischen der Nordslowakei, Ostmähren und Schlesien. Noch in den 1920er Jahren verwendeten einige Musiker in Bratislava den zweistimmigen Dudelsack.

### Baltikum und Belarus

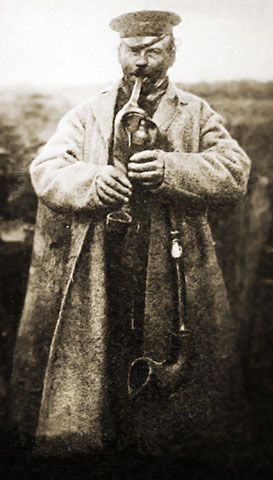
Ein belarussischer Bauer spielt eine Sackpfeife duda in der Gegend von Vilnius, 1909

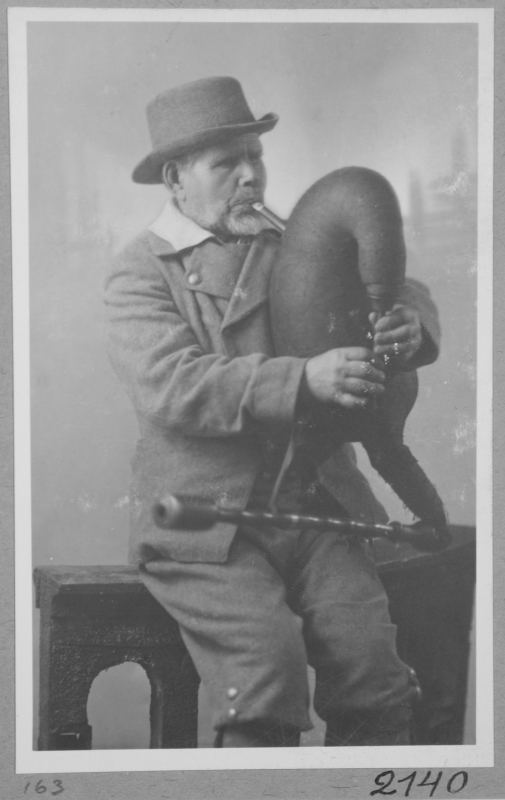
Der estnische Volksmusiker Juhan Maaker (1845–1930) spielt eine torupill, 1920er Jahre

Die älteste überlieferte Darstellung eines Musikinstruments im Baltikum ist eine Prägung auf einer Tontafel aus dem 13. Jahrhundert, die in Tērvete im Süden Lettlands gefunden wurde. Sie zeigt einen Musiker, der ein konisches Blasinstrument mit vier Fingerlöchern spielt. Heinrichs Livländische Chronik in lateinischer Sprache und die mittelhochdeutsche Livländische Reimchronik aus dem 13. Jahrhundert gelten als die ältesten Schriftquellen des Baltikum. In Heinrichs Chronik werden Trommeln und Blasinstrumente (tympanum et fistulas, letzteres konnte Flöten oder Rohrblattinstrumente bezeichnen) im militärischen Einsatz erwähnt. Für diesen Zweck wird in der Reimchronik noch die Militärtrompete herhorn aus Tierhorn und eine große Glocke genannt. Auch wenn diese Werke Musikinstrumente nicht beschreiben, sind sie die wertvollsten Quellen aus dieser Zeit.
Archäologische Funde deuten Inna D. Nazina (2014) zufolge darauf hin, dass in dem an die Länder des Baltikum angrenzenden nördlichen Gebiet von Belarus im 13./14. Jahrhundert die Sackpfeife eingeführt worden sein könnte. Eindeutig nachgewiesen ist die duda in Belarus nach allgemeiner Ansicht seit dem 16. Jahrhundert, auch wenn einzelne Forscher ihre Existenz um zwei bis drei Jahrhunderte vorverlegen möchten. Wie das Musizieren um die Mitte des 16. Jahrhunderts in Livland (historische Landschaft im Gebiet von Estland und Lettland) aussah, zeigt ein Bild, das der Kosmograph Sebastian Münster in seinem Werk Cosmographia 1550 veröffentlichte. Mutmaßlich erhielt Münster den Kupferstich im Jahr 1547 von dem auf Lettisch schreibenden Chronisten Johann Hasentöter. Darauf sind tanzende Teufel und Hexen zu sehen, die von einem Lautenisten, einem Sackpfeifer und einem Drehleierspieler begleitet werden.
Die ab der Mitte des 15. Jahrhunderts in Europa verbreiteten Kesseltrommeln gehörten im 16. Jahrhundert mit Langtrompeten und Glocken zum militärischen Bereich oder dienten als Signalinstrumente in den Städten. In praktisch allen Dörfern wurden Sackpfeifen gespielt, vor allem ein großer Sackpfeifentyp, wie aus mehreren Chroniken hervorgeht, darunter der Chronica der Provinz Lyfflandt (1578) von Balthasar Rüssow. Darin wird der Einsatz mehrerer Sackpfeifen bei Dorffesten lebhaft beschrieben. In der ersten Übersetzung der Bibel in die litauische Sprache durch Johannes Bretke sind in einer deutsch-litauischen Wortliste im Anhang die übersetzten Namen von 13 Musikinstrumenten aufgeführt, zu denen eine große und eine kleine Sackpfeife gehören, die somit in Litauen seit dem 16. Jahrhundert bekannt war. Beschreibungen von baltischen Musikinstrumenten finden sich erst im 17. Jahrhundert und nur vereinzelt in den Quellen. Dafür sind einige Abbildungen von Reisenden und Ethnographen erhalten. So enthält Adam Olearius Vermehrte Newe Beschreibung Der Muscowitischen und Persischen Reyse von 1656 eine Hochzeitsszene, bei der eine Sackpfeife gespielt wird. Der deutsch-baltische Pastor und Sprachforscher August Wilhelm Hupel äußert sich in Topograpische Nachrichten von Lief- und Ehstland (1777) kritisch über die musikalische Qualität der lettischen Kastenzither kokle (in Litauen kankles, mit der finnischen kantele verwandt) und erklärt die Sackpfeife zum Lieblingsinstrument der Letten und Esten: „Beyder Völker gemeinstes und vermuthlich sehr altes musikalisches Instrument ist der Dudelsack (Sackpfeife) den sie selbst machen und zweystimmig mit vieler Fertigkeit sehr taktmäßig blasen.“
Hupel erwähnt in diesem Zusammenhang den zweistimmigen Gesang der Letten, bei dem die Melodie von einem gebrummten Bass begleitet wird. Ähnlich gewichtet der deutsche Reiseschriftsteller Johann Georg Kohl (Reisen in Südrußland, 1841) die beiden für die baltische Volksmusik zentralen Instrumententypen. Theodor Lepners ethnographisches Werk Der Preusche Littauer, um 1690 verfasst, aber erst 1744 herausgegeben, enthält ein kurzes Kapitel über litauische Musikinstrumente (S. 94–97), worin zwar die Holztrompete (truba), aber nicht die Sackpfeife erwähnt wird. Näheres über die litauische Musik ist erst ab Anfang des 19. Jahrhunderts zu erfahren. In einer Beschreibung der litauischen Tanzmusik von 1880 werden Sackpfeife, Ziegenhorn, kankles und Violine genannt. Die litauische dūdmaišis überlebte am längsten – bis Anfang des 20. Jahrhunderts – in der Umgebung des Dorfes Labanoras im Osten des Landes (im Regionalpark Labanoras, Kreis Švenčionys), weshalb sie auch unter dem Namen Labanoro dūda bekannt ist.
Aus den Quellen ergibt sich, dass der Sackpfeife in den baltischen Ländern und Belarus vom 16. bis zum 18. Jahrhundert bei der ländlichen Bevölkerung eine besondere Rolle als eines der wenigen bei Tanzfesten und Hochzeiten gespielten Instrumente zukam. Ein Grund hierfür war vermutlich ein Gesetz, das es der „nicht-deutschen Bevölkerung“, also den Letten und Esten verbot, bei Hochzeiten andere Instrumente außer Sackpfeifen, Trommeln und Rasseln zu spielen. Im Jahr 1753 begrenzte ein Gesetz den Einsatz von Sackpfeifen auf kleinere Veranstaltungen und 1760 wurden sie unter Androhung von Körperstrafen für den Musiker und einer Geldstrafe für den Veranstalter gänzlich verboten. Abgeschwächt galt das Verbot noch 1773, als ein Sackpfeifer drei Thaler Strafe zahlen musste.
Des Weiteren übte die Herrnhuter Brüdergemeine im 18. und 19. Jahrhundert im Baltikum eine intensive Missionstätigkeit aus und agierte mit einer von Intoleranz geprägten religiösen Ethik. Rudolf Minzloff gibt in Beiträge zur livländischen Sittengeschichte des 18. Jahrhunderts (in: Rigaer Almanach, Riga 1873) die Aussage eines Mitglieds der Brüdergemeine von 1740 wieder, wonach man sämtliche „Sackpfeifen, Violinen und Harfen“ zerstört habe. Schließlich übernahm die Anfang des 17. Jahrhunderts eingeführte Violine mit zunehmender Verbreitung als Melodieinstrument im 18. Jahrhundert in den drei baltischen Ländern die Aufgaben der Sackpfeife.
Als Ende des 19. Jahrhunderts Ethnografen begannen, die traditionelle Musik zu dokumentieren, wurden Sackpfeifen nur noch in wenigen Gebieten im östlichen Baltikum gespielt. Am längsten hielt sich die Tradition in Estland, dort waren auf der Insel Hiiumaa noch in den 1950er Jahren einige Sackpfeifer mit der torupill aktiv. In Lettland war die Sackpfeifer-Tradition bis zum Anfang des 20. Jahrhunderts lebendig, vor allem in der katholischen Enklave Suiti, wo die letzte Tonaufzeichnung in den 1930er Jahren gemacht wurde, um Alūksne im Osten und südlich davon in der Region Lettgallen bis nach Ilūkste im Süden. In Litauen wurden Sackpfeifen bis zur Mitte des 20. Jahrhunderts bei Dorftänzen, Hochzeiten und anderen Feiern gespielt. Für Belarus stellten Helena Iwanowska und Huia Onslow, die ersten Übersetzer belarussischer Folklore ins Englische, noch 1914 fest, dass sämtliche zuvor aufgezählten Volkstänze vom „Nationalinstrument“ duda begleitet werden. Als weitere Blasinstrumente erwähnen sie lediglich die Kerbflöte dudka aus einem Weiden- oder Birkenzweig und eine 75 Zentimeter lange Holztrompete truba. Die Wiederbelebung der Tradition begann in den 1970er Jahren.
Die für Belarus im 19. Jahrhundert typischen Sackpfeifen besaßen gekrümmte hölzerne Schallbecher am Melodie- und Bordunrohr. Daneben gab es auch Instrumente mit einem geraden Schallbecher und ohne einen solchen. Historische Sackpfeifen ohne Schallbecher sind von Moldawien über die Ukraine, die baltischen Länder bis Schweden bekannt und Abbildungen aus dem 18. Jahrhundert zufolge verwendeten sie auch Spielleute in Moskau. Im Osten reichte ihr Verbreitungsgebiet bis zur sarnaj (sarnay) der Tschuwaschen. Die sarnaj besitzt eine Melodie- und zwei Bordunpfeifen.
Es gibt zwar den russischen Namen wolynka (волынка) für Sackpfeife, der sich auf die überwiegend im Norden der Ukraine gelegene historische Region Wolhynien bezieht, die Russen haben selbst aber praktisch keine Sackpfeifen-Tradition. Früher existierende russische Sackpfeifen blieben nicht erhalten, sodass deren Form ebenso unklar ist wie die mit ihr einst gespielte Musik. Begrenzte Rückschlüsse auf die einstige russische Sackpfeifenmusik lassen sich aus einigen Quellen aus dem Westen Russland an der Grenze zu Belarus und aus dem Vergleich mit der Musik der belarussischen duda ziehen.

### Ukraine

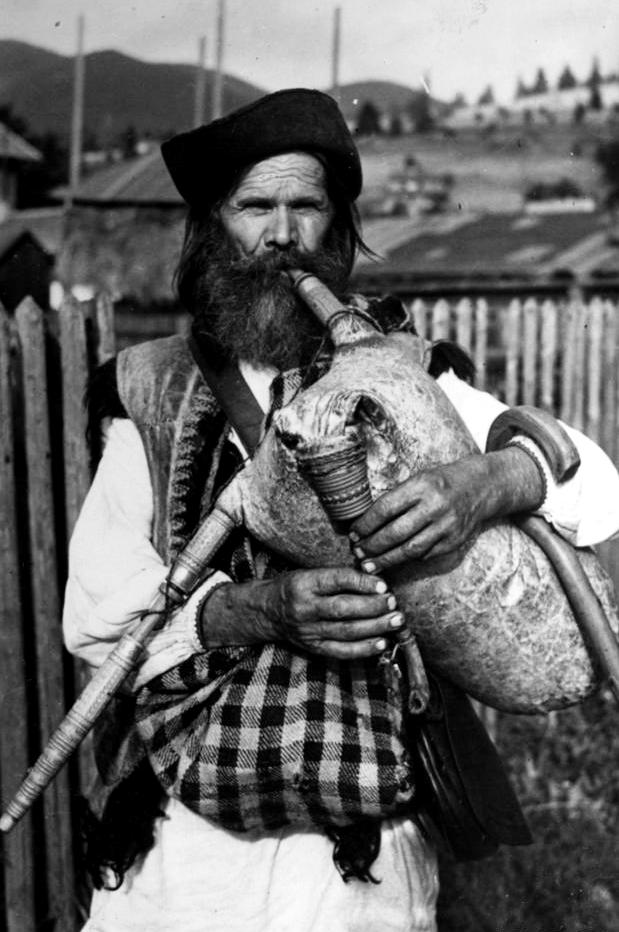
Huzulischer duda-Spieler in der Westukraine, 1933

In der Ukraine ist die seit dem 16. Jahrhundert bis heute vorkommende Sackpfeife als duda (ukrainisch дуда), gelegentlich als dudka (wie die gleichnamige Flöte) und koza (коза, „Ziege“, wie die südpolnische Sackpfeife), ferner als baran (баран, „Bock“) oder mich (міх, „Balg“) bekannt. Sackpfeifen gehörten seit ihrer Einführung zu den Schäfern. Im 18. Jahrhundert war die ukrainische Sackpfeife praktisch landesweit verbreitet, Mitte des 19. Jahrhunderts war sie auf den Westen, vorwiegend auf das Gebiet der Huzulen in den Karpaten beschränkt. Dort spielten sie Schaf- und Rinderhirten in den Sommermonaten auf den Hochweiden. Halbprofessionelle Musiker der Huzulen spielten die duda auch gegen etwas Kleingeld auf den Dorfplätzen und Märkten bis in die 1950er Jahre. Zur Begleitung von Tänzen bei Hochzeiten und anderen Gelegenheiten dienten auch hutsul’ka do spivu („Huzulentanz für den Gesang“) genannte gesungene Lieder. In den 1990er Jahren waren die Aufführungen auf den Dorfplätzen verschwunden. Die ukrainische Sackpfeife trägt heute wegen ihrer traditionellen Zugehörigkeit zu den Huzulen-Schäfern den Beinamen „Huzulen-duda“.
Ukrainische instrumentale Volksmusikensembles werden meist troista muzyka genannt, weil sie aus drei Musikern bestehen. In einem solchen Ensemble spielen beispielsweise Geige, Kernspaltflöte (sopilka) und Rahmentrommel (buben) oder Geige, Hackbrett (cimbalom) und Rahmentrommel zusammen. Häufig wird auch die Sackpfeife in einem Ensemble eingesetzt. Zbigniew Jerzy Przerembski (2009) weist jedoch darauf hin, dass in der Ukraine (wie in Polen) in den ersten Jahrzehnten des 20. Jahrhunderts das Wort muzyka hauptsächlich das Geigenspiel – solo oder in einem Ensemble – bezeichnete. Das Spiel etwa von Sackpfeifen, Drehleiern (lira), Lauten (kobsa) und Holztrompete (trembita) wurde demnach nicht muzyka genannt, dagegen gehörten die Spieler der genannten Instrumente meist einschließlich dem Sackpfeifer (dudziarz) durchaus zu den professionellen Musikern (muzykanci).

### Kroatien
Im 19. Jahrhundert und bis zum Anfang des 20. Jahrhunderts waren im östlichen Kroatien eine Sackpfeife mit zwei parallelen Spielröhren und einer Bordunpfeife (gajde) sowie in der Region Slawonien im nördlichen Zentrum des Landes eine Sackpfeife mit drei Spielröhren (dude) die beliebtesten Begleitinstrumente bei Tänzen und die Sackpfeifer waren die am meisten respektierten Musiker. Danach wurden sie von Tambura-Ensembles mit mehreren Langhalslauten (tambura) in unterschiedlichen Tonhöhen abgelöst. In Nordkroatien ist die dude (auch mrčaljka) ebenfalls verschwunden. Die detaillierteste Beschreibung der kroatischen Volksmusik im 19. Jahrhundert und speziell zur Sackpfeife lieferte der kroatische Volksmusikforscher Franjo Kuhač (1879). Außerdem erschien 1937 eine Studie des Komponisten Božidar Širola zu Blasinstrumenten, alle übrigen Schriften befassen sich mit der kroatischen Volkskultur Anfang des 20. Jahrhunderts im Allgemeinen. Daraus geht hervor, dass die Sackpfeifer professionell gegen Bezahlung und solistisch bei Hochzeiten und Tanzfesten auftraten. Zwischendurch hielten sie ihr Publikum mit lustigen Sprüchen und anzüglichen Liedchen bei Laune, wofür sie, Širola zufolge, für ihre trockene Kehle reichlich Getränke benötigten.
Ansonsten waren die kroatischen Sackpfeifen ab der Mitte des 19. Jahrhunderts hauptsächlich mit der bäuerlichen Landbevölkerung verbunden und weniger mit den Hirten wie etwa in Ungarn. Letztere bevorzugten Flöten (kaval). Dagegen waren Sackpfeifer, die bei der kroatischen und serbischen Bevölkerung im ungarischen Komitat Baranya bis in die 1960er Jahre bei Feiern und Tanzveranstaltungen auftraten, überwiegend Hirten.
Weiterhin verwendet wird im Süden Kroatiens entlang der Adriaküste die diple, eine Sackpfeife mit zwei parallelen Melodieröhren, die wie bei den anderen Instrumenten mit Einfachrohrblättern ausgestattet sind. Die diple besitzt keine Bordunpfeife und wird traditionell von Schäfern gespielt.
Dude hieß auch die seit etwa 1900 verschwundene Sackpfeife in Slowenien, die eine Melodiepfeife und zwei Bordunpfeifen besaß. Den literarischen Quellen zufolge wurde sie seit dem 13. Jahrhundert in der Tanzmusik verwendet. Im Gebiet Prekmurje, das im äußersten Nordosten Sloweniens an Ungarn grenzt, wird eine mit einer Schweinsblase als Membran bespannte Reibtrommel duda genannt.
In Serbien wird die mit zwei oder drei Spielpfeifen hergestellte gajde bis heute in geringem Umfang im Osten des Landes gespielt.

## Bauform und Spielweise in den Regionen

### Ungarn

#### Bauform
Der „ungarische Typ“ der Sackpfeife kommt oder kam über das Kernland Ungarn hinaus auch in ehemaligen ungarischen Reichsgebieten, darunter der Slowakei, der Vojvodina im Norden Serbiens, Siebenbürgen, Banat, ferner in Slowenien und in der Ukraine vor. In Westeuropa ist er selten. Die Doppelpfeife besitzt zwei engparallele Bohrungen mit Einfachrohrblättern (aufschlagenden Zungen) und mehreren Grifflöchern in der rechten Spielpfeife sowie einer Bordunpfeife mit einem Griffloch. Die ungarische duda gehört zu dem im Englischen contra-chanter bagpipe bezeichneten Sackpfeifentyp, bei dem in manchen Fällen bis zu vier Bohrungen im Pfeifenblock vorkommen können. Zu den frühen Sackpfeifenformen mit engparallelen Pfeifen und einer gemeinsamen Hornstütze in der Region vom östlichen Mittelmeer bis zu den finno-ugrischen Völkern im Norden zählen in der Türkei tulum, in Georgien gudastviri und bei den Tschuwaschen schabr.

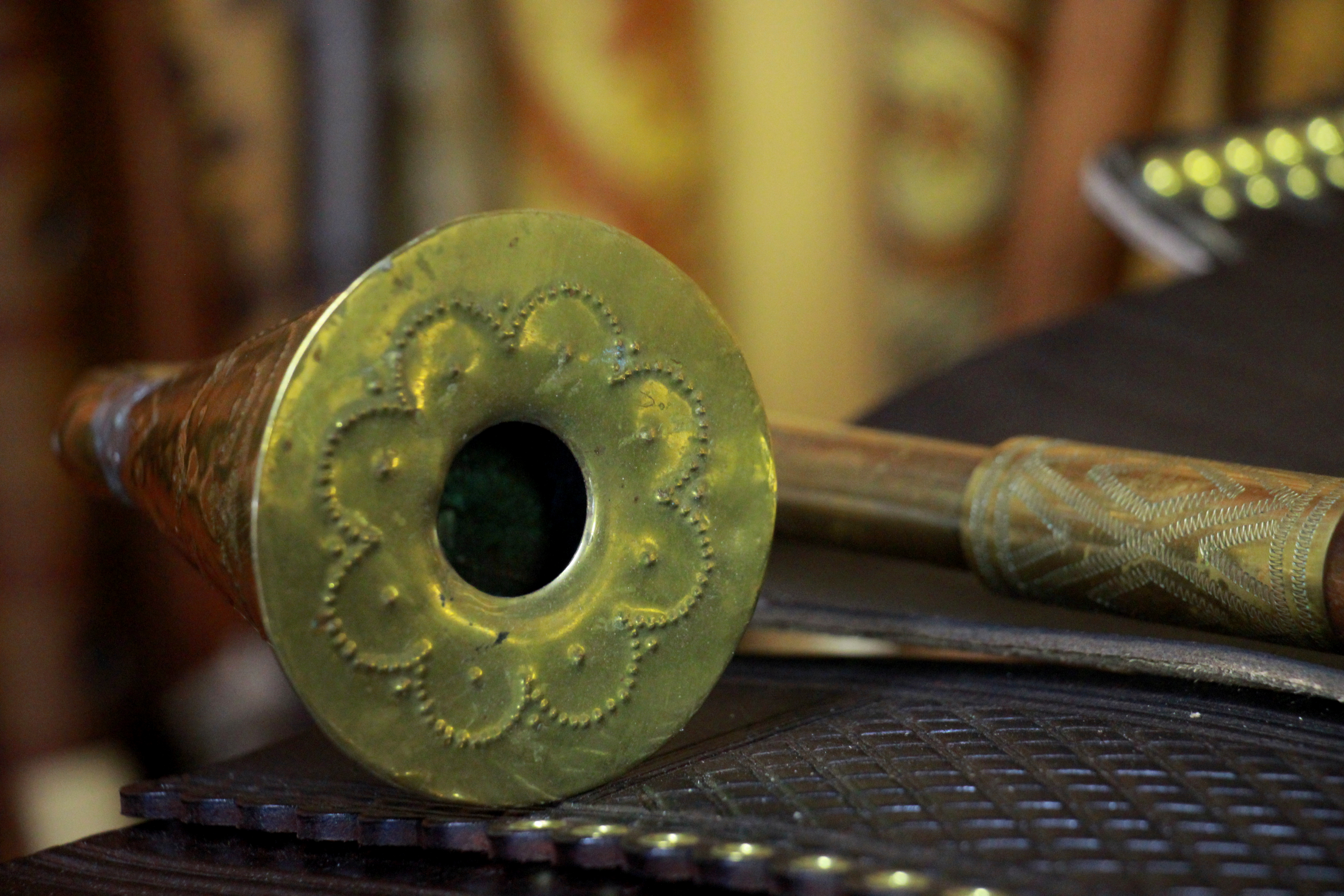
Messingdeckel auf dem Schallbecher einer Sackpfeife aus Martin, Nordslowakei

Die separate Bordunpfeife ist eine lange Röhre mit einem Einfachrohrblatt. Die duda hat ein Anblasrohr; außer in der Tiefebene, wo ab der Mitte des 19. Jahrhunderts in manchen Gebieten die Sackpfeife mit einem Blasebalg ausgestattet war. Zur Herstellung der Spielpfeife (sípszár, „Pfeifenstiel“, oder billegtető, „Tastenrohr“) werden in ein 22–23 Zentimeter langes Rundholz von 3 Zentimetern Durchmesser zwei parallele Kanäle mit 7–8 Millimetern Durchmesser gebohrt, bevor das Holz außen rechteckig zugeschnitten wird. Die Melodiepfeife (prím) auf der rechten Seite ist am unteren Ende geschlossen, besitzt aber ein seitliches langrechteckiges Stimmloch von 5 × 20 Millimetern, durch dessen Position sich die Höhe des Grundtons etwas variieren lässt. Die linke Pfeife (Stimmer, Kontrapfeife, kontrasíp) ist am unteren Ende durch ein kurzes Schallstück aus Horn oder Holz verlängert. Dicht am unteren Ende ist bei der linken Pfeife ein vorderständiges Griffloch eingebohrt, das geschlossen den Ton um eine Quarte senkt und váltó („Wechsler“) heißt. Der Ton bei offenem Loch entspricht ohne Aufsatz dem Ton der rechten Pfeife, wenn alle Grifflöcher geschlossen sind. Der Stimmer produziert durch das Griffloch einen für diesen Sackpfeifentyp typischen Wechselbordun. Die Melodiepfeife besitzt fünf oder sechs Grifflöcher (lyukak, „Löcher“) und ein Daumenloch. Die Abstände der Grifflöcher sind gleich lang und betragen etwa 18 bis 24 Millimeter, obwohl die zu erzielende mixolydische Tonleiter einen Halbtonschritt zwischen der dritten und vierten Stufe benötigt. Als Annäherung hierfür wird das zweite Griffloch meist etwas größer gebohrt.
Auf das untere Ende der Kontrapfeife wird ein hakenförmiges gebogenes Aufsatzteil (pipa, pipka, „Pfeife“) gesteckt, das an den Kopf einer Tabakspfeife erinnert. Dadurch wird die schwingende Luftsäule der Kontrapfeife um 9–10 Zentimeter verlängert und ihr Ton bei geschlossenem Griffloch entsprechend abgesenkt. Auf dieses Teil kommt noch ein 13 Zentimeter langer Schallbecher (pipkatülök, „Pfeifentrichter“) aus einem Rinderhorn.
In die beiden oberen Öffnungen der Doppelpfeife werden als Mundstücke zwei etwa 5 Zentimeter lange Röhrchen aus Schilf oder einem Holunderzweig 2 Zentimeter weit eingesteckt. Deren oberes Ende ist durch einen Pfropf verschlossen. Etwa 10 Millimeter vom Ende des Röhrchens entfernt wird das Rohrblatt (nyelv) auf 20 Millimeter Länge mit einem Messer längs herausgeschnitten. Damit der Einschnitt nicht weiter aufreißt, wird das Röhrchen unterhalb mit Faden umwickelt. Der Musiker sollte bei Auftritten stets Ersatz für die empfindlichen Mundstücke dabei haben. In der Gegend von Szeged wurden auch Mundstücke aus Metallröhrchen mit durch Fadenwicklungen festgebundenen Zungen aus Schilfrohr angefertigt.
Über diese Mundstücke wird eine Windkapsel (Stock, dudafei, „Sackpfeifenkopf“) aus Holz gestülpt, um die Doppelpfeife an den Luftsack anzuschließen. Sie ist meist als Ziegenkopf mit schneckenförmig gerollten Hörnern geschnitzt, in der Tiefebene auch als bemalter Frauen- oder Männerkopf. Der Luftsack wird mit einer Schnur luftdicht am Hals der Figur festgebunden, eine umlaufende Rille verhindert dessen Abrutschen.
Die separate Bordunpfeife heißt gordó, bordó („Brummer“, abgeleitet von italienisch bordone, französisch bourdon für ein „tief tönendes Klanginstrument“ und mit „Bordun“ verwandt), gordószar („Brummerstiel“) oder bőgő („Bass“, auch für den Kontrabass, nagybőgő, und die Bordunsaite bőgőhúr der Drehleier tekerőlant, vom Verb bőg, „laut und tief klingen, röhren“). Sie besteht aus drei Teilen und produziert bei 70–80 Zentimetern Länge einen Ton, der meistens zwei Oktaven tiefer als der tiefste Ton der Spielpfeife ist. Die Bohrung ist zylindrisch und misst 8–10 Millimeter im Durchmesser. In Oberungarn endet diese Bordunpfeife wie die Kontrapfeife in einem hakenförmigen Aufsatzstück und einem Schallbecher aus Rinderhorn. Ansonsten werden kleine konische oder größere trompetenförmige Schallbecher aus Holz oder Metall angesetzt. Das Mundstück der Bordunpfeife ist wie bei der Doppelpfeife mit einem Einfachrohrblatt ausgestattet, aber mit 8–9 Zentimetern Länge und einem Durchmesser von 8–9 Millimetern größer. Die Bordunpfeife ist an der Stelle des linken Vorderbeins am Sack festgebunden.
Das aus zwei zusammengesteckten Teilen bestehende Anblasrohr (fúvó, „Gebläse“, auch emlő, „Zitze“) ist etwa 24 Zentimeter lang und am rechten Vorderbein des Tierbalgs befestigt. Die obere Öffnung ist häufig durch einen Pfropf verschlossen. In diesem Fall gelangt die Atemluft durch ein seitliches Loch in die Röhre hinein, was den Vorteil hat, dass sich die Feuchtigkeit in der Blasluft an dieser Röhrenwand niederschlagen kann und nicht die Rohrblätter erreicht.
Für den Sack (tőmló, „Windsack“) verwendet man traditionell die zu Leder gegerbte Haut von Schafen, Ziegen oder Hunden, andere Felle sind seltener. Nur in Einzelfällen wird die Haut enthaart, die behaarte Seite wird bevorzugt nach innen gewendet. Sollte die Haut fest geworden sein, gießt der Spieler etwas Öl hinein und walkt gleichzeitig die mit Öl, Fett oder Talg eingeriebene Außenseite durch.
Dies ist der ursprünglich nordungarische, heute landesweit in Ungarn vorkommende Standardtyp. Hiervon lässt sich eine in Transdanubien bevorzugte Sackpfeife ohne Schallbecher unterscheiden, die ansonsten baugleich ist. Falls die Sackpfeife beim dritten, in der Tiefebene vorkommenden Typ einen Blasebalg besitzt, so ist dies ein Faltenbalg, bei dem zwei birnenförmige Holzplatten von 20–25 Zentimetern Länge zusammengedrückt werden. An der Schmalseite sind die beiden rund 10 Millimeter starken Platten durch ein Scharnier aus einem aufgeleimten und genagelten Lederstreifen verbunden. Hier am Ende strömt die Luft aus einem Loch mit 15 Millimetern Durchmesser in einem zylindrischen Zapfen aus. Damit die Luft nicht in den Blasebalg zurückströmen kann, ist auf dem Zapfen eine sich nach außen öffnende Klappe aus einem runden Stück Leder angebracht. Die Luft wird durch ein rundes oder quadratisches Loch in der Mitte der unteren Platte angesaugt, an dessen Innenseite eine Lederklappe das Ausströmen der Luft verhindert. Das in Falten gelegte Leder wird an den Rändern der Platten angeleimt und genagelt. Das Leder sollte so bemessen sein, dass sich der Blasebalg bis zu einem Winkel von 60 Grad öffnen lässt. An der oberen Platte ist ein Ledergürtel befestigt, mit dem sich der Musiker den Blasebalg um den linken Oberarm bindet, um ihn seitlich gegen den Körper drücken zu können.
Vor dem Spiel müssen die drei Pfeifen gestimmt werden. Bei der Doppelpfeife ist es zweckmäßig, sie vom Sack zu trennen und die offenen Rohrblätter direkt mit dem Mund anzublasen. Zur Feinstimmung lassen sich die Röhrchen mehr oder weniger weit in den Windkanal hineinschieben, ferner können die Stimmlöcher an beiden Pfeifen und die übrigen Grifflöcher partiell mit Wachs verschlossen werden. Bei der langen Bordunpfeife lassen sich die drei Teile zum Stimmen weiter herausziehen oder ineinanderstecken.
Die Melodiepfeife (prím) hat einen Tonumfang von einer Oktave, etwa von g1 bis g2. In diesem Fall ist die kurze Bordunpfeife (kontra) auf d1 und g1 gestimmt und die lange Bordunpfeife (bordó) produziert G. Üblicherweise liegt der Grundton zwischen f1 und b1.

#### Spielweise

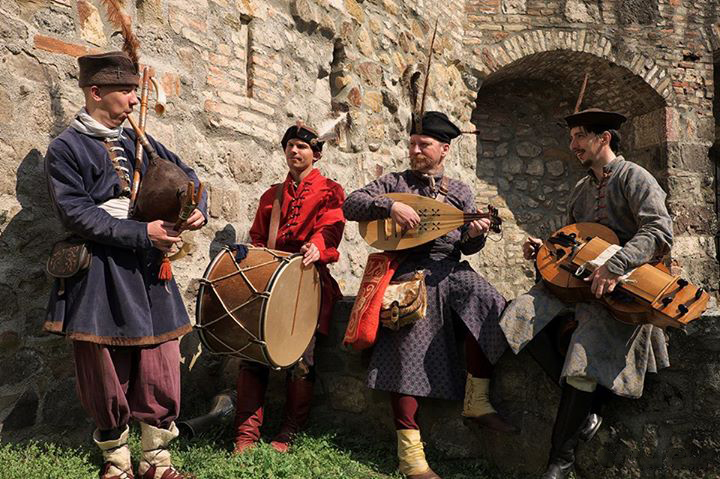
Inszenierung alter ungarischer Volksmusik: Ein „Heiducken-Tanz“ soll Musik des 16./17. Jahrhunderts darstellen: Dudy, große Zylindertrommel nagydob, Knickhalslaute koboz und Drehleier tekerőlant

Die Grifftechnik orientiert sich am Spiel der ungarischen Kernspaltflöte furulya, weswegen Anfänger zunächst auf der Flöte üben. Nach einer Quelle aus der Mitte des 19. Jahrhunderts spielte man auch auf dem „Sackpfeifenstiel“, also auf der vom Sack getrennten Doppelpfeife.
Die Sackpfeife ist das einzige ungarische Volksmusikinstrument mit eigenem Repertoire. Zum für die duda geeigneten Repertoire gehören Volkslieder, die mit dem geringen Tonvorrat von einer Oktave auskommen. Diese Sackpfeifenlieder (dudanóta) dienen der Tanzbegleitung, sie stehen in einem geraden Takt mit einem einfachen Rhythmus und in einer Dur-Tonart. Zwischen den traditionellen Tanzliedern werden melodische Varianten (aprája, „das Zerstückelte“) in einem etwas lebhafteren Tempo ausgeführt. Stilistisch stammen die Sackpfeifenlieder aus einer älteren, möglicherweise bis ins 16. Jahrhundert zurückreichenden instrumentalen Tanzmusik. Sie beeinflussten wiederum stark die gesamte ungarische Volksmusik einschließlich der Weihnachtslieder und der Werbetanzmusik verbunkos.
Die duda war ein Männerinstrument, das niemals von Frauen gespielt wurde. Hirten zogen mit ihr herum und traten bei Hochzeiten und Dorffesten mit Tänzen der einfachen Bevölkerung auf. Im 17. Jahrhundert, als der bis in heidnische Zeit zurückreichende Leichentanz ein beliebter Gesellschaftstanz war, kam hierfür vor allem der Dudelsack zum Einsatz. Einer der Anwesenden stellte den Toten dar, um dessen Leiche sich der Reigentanz im Kreis bewegte. Die Sackpfeife wurde auch zusammen mit der Orgel zur Mitternachtsmesse an Weihnachten in der Kirche eingesetzt, wo man „Hirtenlieder singt und Sackpfeife spielt und den kleinen Jesus mit den Klängen der volkstümlichen Lederpfeife der Hirten begrüßen kann“, wie es in einem Artikel von 1873 über das Weihnachtsfest heißt. In einer Beschreibung von 1913 über die Weihnachtsmesse steht, dass unmittelbar nachdem der Priester die Messe gelesen hatte, Hirten die Kirche betraten: „Nun lassen wir die Trift und die Herde, machen wir uns auf den Weg nach Betlehem. Schlendern wir bei Sang und Klang. Ergreife du, Andreas, die Sackpfeife, ich nehme eine Flöte. Gehen wir, den kleinen Jesus zu begrüßen.“ Die Anwesenden begannen, sich wie beim Tanz zu drehen.
Die letzten der halbprofessionellen Sackpfeifer in Ungarn traten in den 1930er Jahren bei öffentlichen Veranstaltungen auf. Bis zu dieser Zeit waren sie von den Zigeunerkapellen und Blaskapellen der Bauern verdrängt worden.
Das bekannteste Sprichwort über die Sackpfeife lautet: „Es gibt nicht genug Platz für zwei Sackpfeifer in einer Kneipe.“ Dies bedeutet, dass Dudelsäcke traditionell nicht auf die gleiche Tonhöhe gestimmt sind und deshalb schlecht zusammen spielen können. Im übertragenen Sinn ist gemeint, dass zwei starke Persönlichkeiten nicht zusammen agieren können oder nur eine Person Anführer einer Gruppe sein kann. Um die Sackpfeife ranken sich seit alters einige mythische Vorstellungen. Eine typische Vorstellung ist die unter das Bett geworfene oder an der Wand hängende Sackpfeife, die durch die Besitzergreifung des Teufels von selbst zu spielen beginnt. Die merkwürdige amorphe Gestalt der Sackpfeife mit ihren Ziegenkopfverzierungen scheint dergleichen Assoziationen befördert zu haben. Auch der Sackpfeifer konnte als mit dem Teufel verbündet angesehen werden. In manchen Sagen soll er bei einem Hexentanz aufgetreten sein.
In den 1960er Jahren begann in Ungarn aus nationalen Gründen, aber zeitgleich mit Westeuropa und den Vereinigten Staaten, eine Wiederbelebung der Volksmusik, die auch die Sackpfeife erreichte und sie für einen gebildeten städtischen Hörerkreis zu einem Symbol authentischen Landlebens machte. Die Tonhöhe der duda wurde standardisiert, um das Instrument für das Spiel im Ensemble verwenden zu können. So entstand eine als „dörfliche Musik“ eingeführte neue Volksmusik. Einen festen Rahmen fand die ungarische Volksmusikbewegung ab den 1970er Jahren in den „Tanzhäusern“ (táncház), in denen Musik und Volkstänze auf kommunaler Ebene für alle Altersgruppen veranstaltet und unterrichtet wurden. Die neue „dörfliche“ Sackpfeifenmusik nahm so von den Städten ihren Ausgang. Zu den ersten Gruppen dieser Musikszene, die auch Sackpfeifen verwenden, gehören Kaláka (gegründet 1969), Muzsikás (gegründet 1973) und Téka (gegründet 1976). Ab den 1980er Jahren kamen reine Sackpfeifenensembles wie Magyar Dudazenekar („Ungarisches Dudelsackorchester“, gegründet 1989) mit dem Ziel hinzu, das Ansehen des Instruments zu stärken. Die Gruppe Téka trat 2016 zu ihrem 40-jährigen Gründungsjubiläum als großes Orchester mit 17 Sackpfeifern, 11 Drehleierspielern und einem Chor auf.
Mit der Wiederbelebung der Sackpfeife in Ungarn geht eine allgemeine Tendenz einher, den Ursprung kultureller Phänomene weiter zurück in eine Zeit der Awaren in der Pannonischen Tiefebene oder der frühen Magyaren zu verlegen. Dazu gehört, dass einige Spieler den geschnitzten Ziegenkopf an der Sackpfeife nicht einfach als Tradition der Hirten, sondern als ein aus vorchristlicher Zeit überliefertes Ofertier sehen wollen. Die besondere Form der Doppelpfeife an ungarischen Dudelsäcken soll als eigenständige nationale Entwicklung anstatt als Ergebnis eines vielfältigen europäischen Kulturaustauschs aufgefasst werden. Das Sackpfeifenspiel kann an der Volksmusikschule in Óbuda studiert werden.

### Tschechien

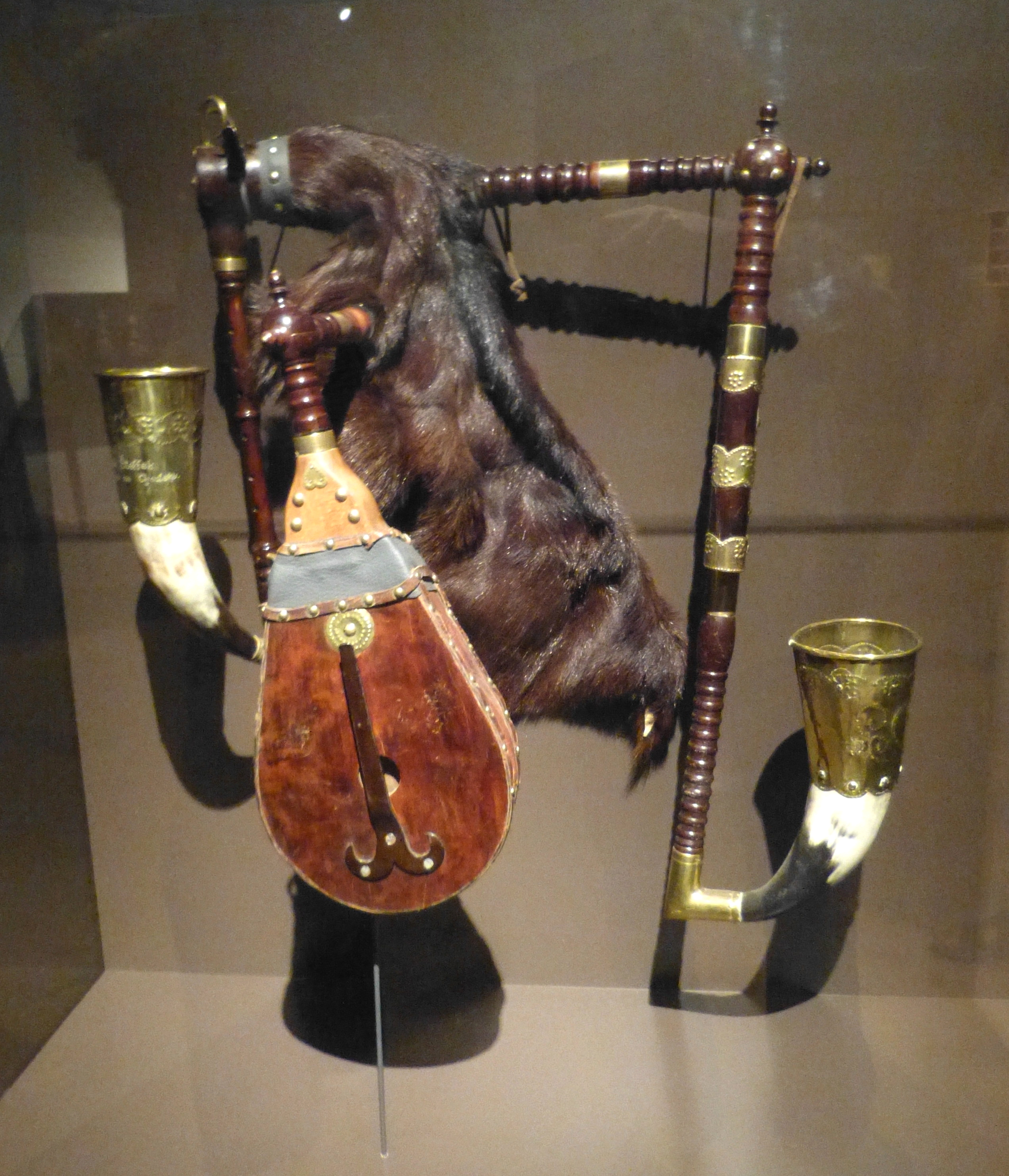
Böhmischer Bock, in Böhmen pukl, in Tschechien allgemein České dudy, wegen der langen geknickten Bordunpfeife als Typ C klassifiziert

Der früher in Böhmen und Mähren verbreitete Sackpfeifentyp Bock besitzt eine Melodiepfeife, eine separate Bordunpfeife und ein Anblasrohr (älterer Typ A). Die Melodiepfeife (im 18. Jahrhundert stýblo, „Strohhalm“, heute in Böhmen přednice, „Führer“, und in Mähren gajdica, „Hornpfeife“) ist 40 bis 50 Zentimeter lang und besitzt üblicherweise eine zylindrische Bohrung. Sie wird aus Eibenholz, Ahornholz oder Pflaumenholz in zwei oder drei Teilen gefertigt. Meist werden sechs, selten sieben oder acht Grifflöcher und an der Unterseite ein Daumenloch in das Rohr gebohrt. Die Bohrung erfolgt schräg, die Löcher sind rund, oval oder bei älteren Instrumenten ungleichmäßig, was für ein nachträgliches Feinstimmen spricht. In das obere Ende wird ein Mundstück (pištěk, „Pfeife“, piskoř oder piskor) aus Schilfrohr mit einer ideoglotten (aus der Wand herausgeschnittenen) Zunge gesteckt. Alternativ kann das Röhrchen aus einem Gänseknochen, Hartholz oder heute häufig aus Metall mit einer aufgebundenen hölzernen Aufschlagzunge bestehen.
Zum Stimmen lässt sich das Mundstück mehr oder weniger tief in die Röhre einstecken, ein Wachstropfen auf das frei schwingende Ende der Zunge aufbringen oder ein kleines Stimmloch, das sich unterhalb des ersten Grifflochs befindet, teilweise schließen. Letzteres erfolgte früher mit Wachs oder Talg, in den 1970er Jahren konnte man eine Stellschraube am Stimmloch entsprechend eindrehen. In Westböhmen wurde bis um 1989 bei einzelnen Grifflöchern die Tonhöhe mit Bienenwachs justiert, bei heutigen pukl wird als eine Besonderheit bei diesem Sackpfeifentyp seitlich rechtwinklig bei jedem Griffloch ein Loch für eine Stimmschraube eingebohrt, mit der sich der Durchmesser des Grifflochs verändern lässt.
Wie bei der Kontrapfeife an der ungarischen duda wird auf das untere Ende der Melodiepfeife ein hakenförmiges Holzstück aufgesetzt, das zur Aufnahme eines Schallbechers (roztrub) aus Rinderhorn oder Metall dient. Ein kleines Rinderhorn wird oft durch einen konischen Trichter aus Messing oder Kupfer verlängert. Am oberen Ende der Melodiepfeife sorgt eine in Form eines Ziegenkopfes geschnitzte hölzerne Windkapsel für die Verbindung zum Luftsack.
Bis zum Beginn des 19. Jahrhunderts bliesen die Sackpfeifer den Luftsack durch ein Anblasrohr auf, in Westböhmen war der Übergang zu Sackpfeifen mit Blasebalg in den 1820er Jahren vollzogen. Sackpfeifen mit Blasebalg, die danach zum Standard wurden, nennt man in Westböhmen seit dem 19. Jahrhundert pukl oder „deutscher Dudelsack“ (Typ B). Dieser Typ unterscheidet sich von Typ A durch den Blasebalg, ist aber ansonsten fast baugleich mit jenem, auch die beim Typ B mittellange gerade Bordunpfeife hängt beim Spielen vor dem sitzenden oder stehenden Musiker herunter. Der Luftsack (měch „Sack“, oder nadržovác, „Behälter“) wird aus Ziegen-, Schaf- oder Hundefell angefertigt, in früherer Zeit mit den Haaren nach innen und später nach außen.
Beim heutigen, in Westböhmen gebräuchlichen Typ C ist die am anderen Vorderfuß des Balgs befestigte, zylindrisch gebohrte Bordunpfeife (buk, von bučeti, „brausen“) zwei bis drei Mal so lang wie die Melodiepfeife und kann 100 bis maximal 150 Zentimeter Länge erreichen. Die drei oder vier Teile, aus denen die Röhre zusammengesetzt ist, werden civka (röhrchenförmige Spule) genannt. Diese lange Röhre ist im ersten Drittel nach der Verbindung mit dem Balg rechtwinklig geknickt, sodass sie dem Spieler auf der Schulter und am Rücken aufliegt. Die Knickstelle wird velký kříž („großes Kreuz“) genannt und bewirkt, dass ein großer Teil des Gewichts der Sackpfeife bequem auf der Schulter ruht. Hinweise auf Typ C gibt es seit den 1760er Jahren.
Ein „Bordunverkürzer“ (krátič), der auch beim polnischen Bock vorkommt, ist ein unterhalb der Knickstelle zwischengeschalteter langrechteckiger Holzblock mit drei parallelen Bohrungen im Innern. Diese sind so durch Querbohrungen miteinander verbunden, dass die Blasluft in einer Schlaufe durchgeleitet und damit die akustische Länge des Rohrs vergrößert wird. Den ersten zuverlässigen Nachweis für die Existenz eines Bordunverkürzers findet sich auf einem Stuckrelief von einem polnischen Bock im Steinernen Saal im Schloss Nymphenburg nahe München, der 1756 vollendet wurde. In Böhmen ist dieses Bauteil erstmals 1820 nachweisbar. Das hakenförmige Endstück und der Schallbecher sind wie bei der Melodiepfeife geformt.
Sackpfeifen mit langen Bordunen wurden in Mähren bis zum Ersten Weltkrieg angefertigt und verschwanden anschließend weitgehend, sie werden aber noch heute im Dorf Hrčava an der Ostspitze Tschechiens hergestellt. Beide Pfeifen sind rund gedrechselt und häufig mit anderen Materialien (Perlmutt-Intarsien, Ringe aus Knochen, Ziernägel oder Messingdraht) verziert.
Die Tonhöhe der Melodiepfeifen war im 19. Jahrhundert sehr unterschiedlich. Eine diatonische Tonfolge der typischen Es-Stmmung (mit dem dritten Ton als Grundton aufgefasst) bestand aus den Tönen: b–d1–es1–f1–g1–as1–b1–c2. Sackpfeifen ohne Blasebalg waren etwas höher gestimmt als mit Blasebalg. Als man zunächst in Böhmen in den 1830er Jahren begann, die Sackpfeife mit einer kleinen Klarinette zusammen zu spielen, wurde die Stimmung vereinheitlicht (bevorzugt in Es, E oder D) und schließlich die Es-Stimmung zum Standard. Die heute gebräuchliche Stimmung für eine Spielpfeife mit sechs Fingerlöchern und einem Daumenloch ist b–d1–es1–f1–g1–as1–b1–c2 und für die Bordunpfeife es.

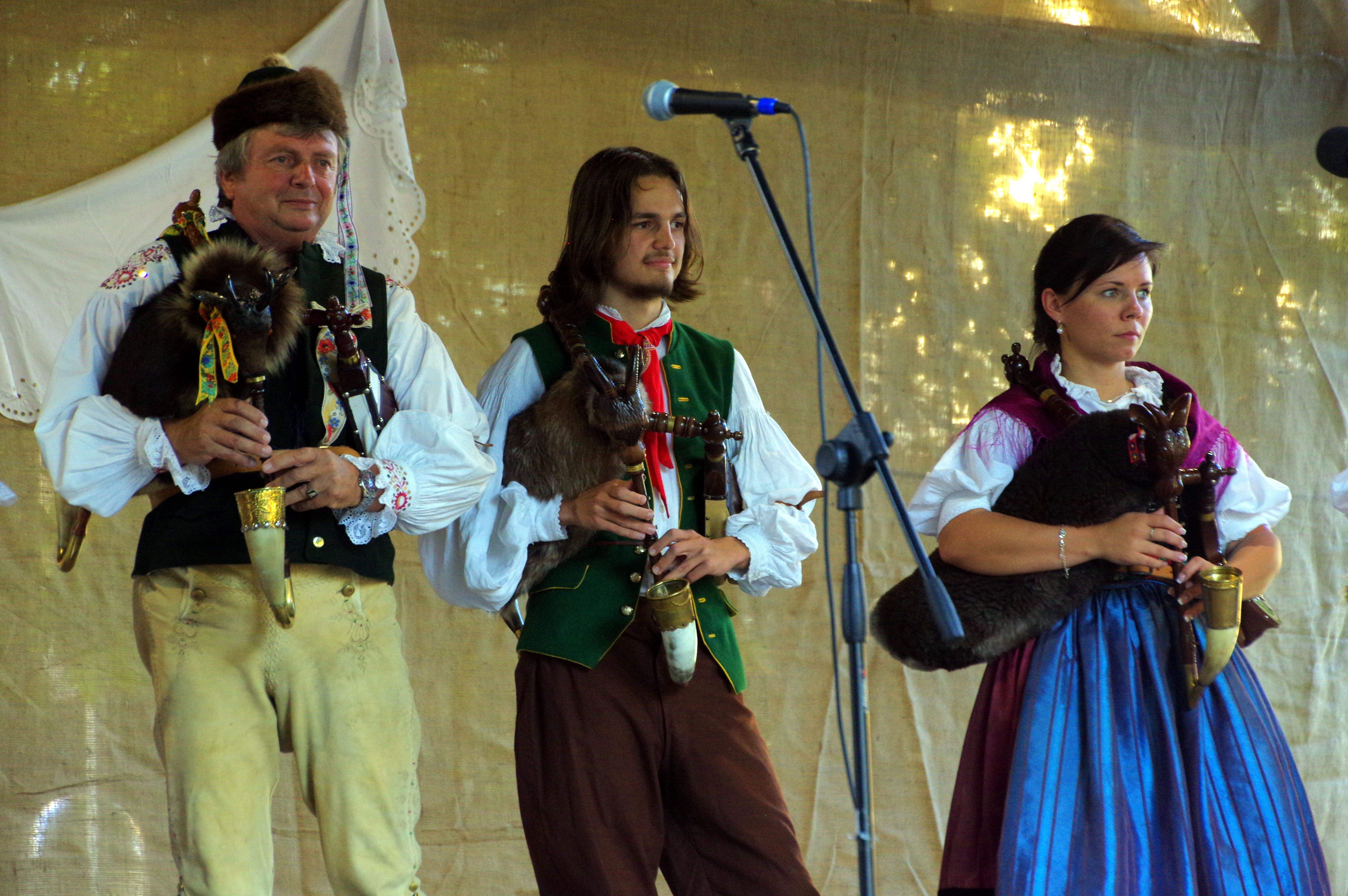
Drei pukl-Spieler auf dem Dudelsackfestival Hrály dudy im August 2016 in Budweis, Südböhmen

Wie allgemein wurde die dudy bei Tanzveranstaltungen gespielt, meist solistisch, manchmal mit anderen Instrumenten und für die Gesangsbegleitung. Bei mundgeblasenen Sackpfeifen spielte und sang der Sackpfeifer im Wechsel, bei Instrumenten mit Blasebalg sang er auch während des Spiels. Für das Zusammenspiel mit der Sackpfeife geeignete Instrumente waren im 19. Jahrhundert Geigen (skřipky oder husle) unterschiedlicher Bauart, wobei die lauter und durchdringender klingende Sackpfeife die Melodie und die Geige die harmonische Begleitung spielte. In Süd- und Westböhmen (vor allem in der historischen Region Chodenland, tschechisch Chodsko) entstand im 19. Jahrhundert ein Trio aus Sackpfeife, Es-Klarinette und Kurzhalsgeige oder normaler Geige. Die Klarinette übernahm die Melodieführung, die Sackpfeife spielte parallel und mit vielen Verzierungen eine Oktave tiefer und ergänzte dazu einen Bordunton, während die Geige zu den Melodietönen Terzen und Sexten hinzufügte. Diese Triobesetzung bildete Ende des 19. Jahrhunderts den Kern für die „große Bauernmusik“, bei der meist noch eine B-Klarinette und eine zweite Geige mitwirkten.
Die Sackpfeifer traten auch zur Weihnachtsmesse in der Kirche auf. Neben der Volksmusik waren Sackpfeifer bis Anfang des 19. Jahrhunderts auch in Militärkapellen engagiert. Im weiteren Verlauf des 19. Jahrhunderts verschwand die Tradition allmählich. Nur in Westböhmen hielt sie sich bis zum Zweiten Weltkrieg. Eine erste Wiederbelebung fand nach der Mitte des 20. Jahrhunderts statt. Einer Schätzung zufolge gab es Anfang der 1960er Jahre im Rahmen der wiedererwachten Volksmusikbewegung etwa 500 Sackpfeifer.
Wie beliebt die Sackpfeife in Böhmen war und wieder ist, geht aus etlichen Volksliedern hervor, von denen eines den Titel Hrály dudy („Die Dudelsäcke spielen“) trägt. So wurde auch ein Folklorefestival für Sackpfeifenspieler genannt, das 2016 und 2017 in Budweis, Südböhmen, stattfand. Hrály dudy: dějiny starodávné selské muziky české betitelte der Volkskundler Čeněk Zíbrt sein 1917 in Prag veröffentlichtes Werk über die „Geschichte der alten tschechischen Bauernmusik“. Das 1947 ursprünglich für Klavier und Gesang komponierte Lied Domažlický dudáček beginnt in der Orchesterfassung mit Violine und Kontrabass, die den Bordun der Sackpfeife imitieren, während eine Klarinette die Melodie spielt. Im Lied geht es um eine Frau, die mit ihrem Geliebten durch ein Stadttor der westböhmischen Kleinstadt Domažlice geht, während ein Sackpfeifer für sie eine fröhliche Melodie spielt. Eine heute übliche Besetzung, in der auch dieses Lied aufgeführt wird, heißt velká dudácká muzika („großes Sackpfeifenensemble“) und besteht aus zwei Klarinetten, einer oder zwei Sackpfeifen, Violine, Kontrabass und eventuell Gesang.

### Slowakei

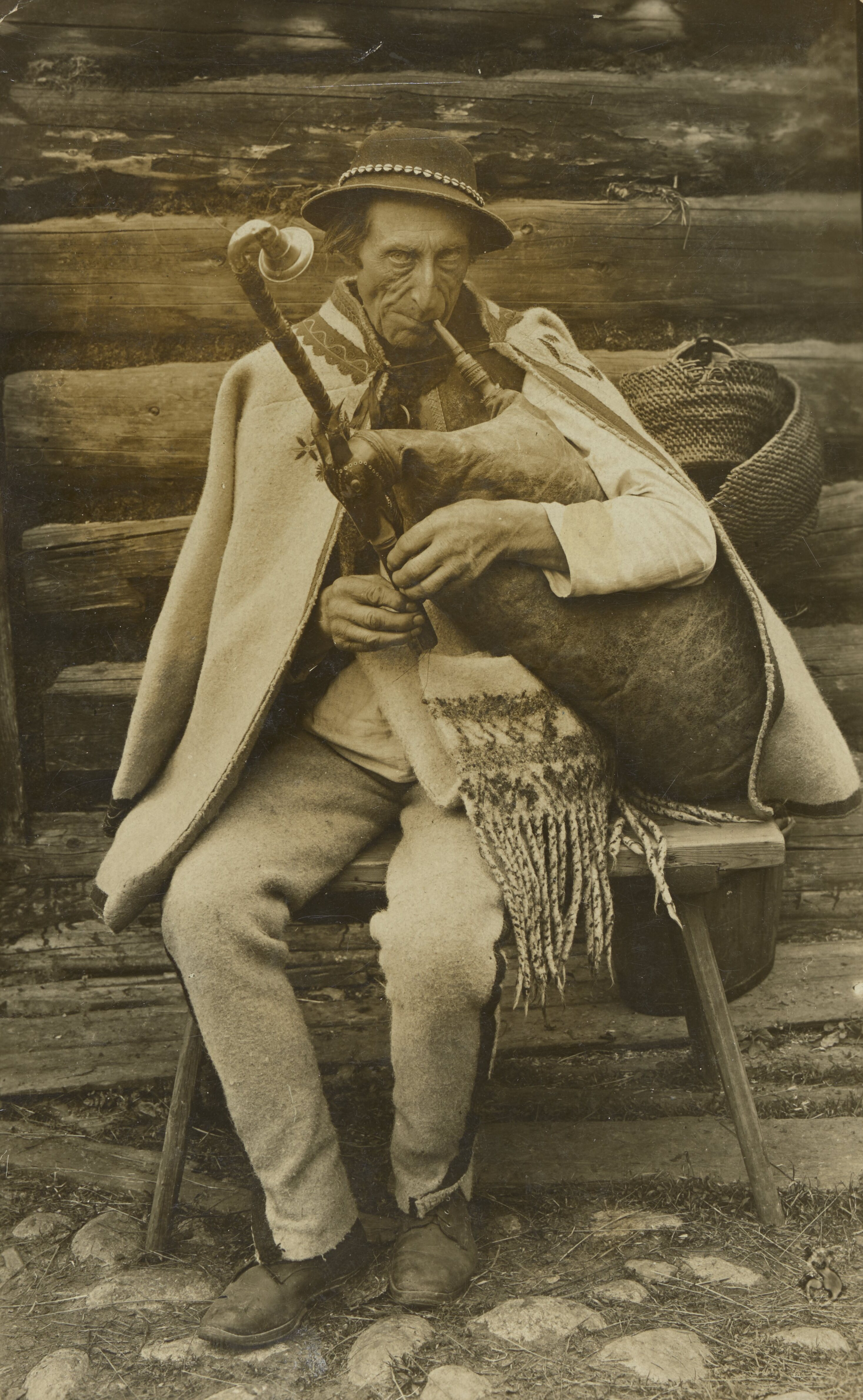
Ein Gorale in Südpolen spielt eine Sackpfeife (dudy) mit Anblasrohr und einem runden, mit Leder bezogenen Ziegenkopf, die dem nordslowakischen Typ entspricht. 1930

Unter den Bezeichnungen gajdy und dudy kommt die zweistimmige slowakische Sackpfeife in einem Typ ohne Blasebalg im Norden vor, ein zweiter zweistimmiger Typ – der einzige in der Slowakei mit einem Blasebalg – im Südwesten des Landes ist verschwunden. Beim nordslowakischen Typ ist das Melodierohr (gajdica oder gajda) 30–35 Zentimeter lang und besitzt sechs Fingerlöcher und ein Daumenloch. Die kreisrunden Löcher von 8–10 Millimetern Durchmesser sind schräg von oben gebohrt. Ein Stimmloch, das meist teilweise mit Wachs verschlossen ist, befindet sich seitlich am unteren Ende. Das Ende wird um ein im Halbkreis gebogenes Rohr und einen Schallbecher aus Horn oder Blech verlängert. Ein am Schallbecher mit einem äußeren Durchmesser von 6–7 Zentimetern aufgesetzter Deckel verringert dessen Öffnung auf etwa die Hälfte. Über einen mit Hanf umwickelten Zapfen am oberen Ende wird eine luftdichte Verbindung zu der als Ziegenkopf geformten Windkapsel (koza) hergestellt.
Die separate Bordunpfeife (bas) ist 75–105 Zentimeter lang und aus drei zerlegbaren Teilen zusammengesetzt. Zum Stimmen der Pfeife werden die Teile mehr oder weniger weit ineinander geschoben. Beide Pfeifen besitzen ein 10–12 Zentimeter langes Mundstück mit einer 5–6 Zentimeter langen Aufschlagzunge. Das Anblasrohr (dychač, „Atmer“, oder fukač, „Blaser“) ist 10–15 Zentimeter lang. Der Luftsack (mech oder temlov, „Sack“) besteht aus Ziege-, Schaf- oder Hundefell. Die nordslowakische Sackpfeife produziert in einer ionischen Tonfolge acht Töne über dem Grundton, der zwischen d1 und fis1 gestimmt ist. Die Bordunpfeife erklingt zwei Oktaven tiefer. Das Daumenloch bleibt beim Spiel meist verschlossen, es wird nur kurz geöffnet, um die Melodietöne durch kurze Vorschläge und Nachschläge zu verzieren, wodurch beim schnellen Spiel von Tanzmelodien synkopenartige Rhythmusänderungen entstehen.
Die ebenfalls zweistimmige Sackpfeife des Typs 2 war um die Mitte des 20. Jahrhunderts verschwunden. Für ihr einstiges Aussehen muss eine Beschreibung von 1925 herangezogen werden. Demnach besaß die Sackpfeife eine Melodieröhre mit sechs Grifflöchern, die über eine runde Windkapsel an den Luftsack angeschlossen war, eine Bordunpfeife und einen beim Spiel unter der Achsel eingeklemmten Blasebalg. An beiden Pfeifen waren verzierte Schallbecher aus Horn und Messing angebracht. Die Windkapsel an der Melodiepfeife war als Ziegenkopf und diejenige an der Bordunpfeife als Drachenkopf gestaltet.
.
In der Nordslowakei wird die zweistimmige Sackpfeife traditionell von Bauern und Waldarbeitern an Sonntagen solistisch zur eigenen Unterhaltung oder vor Besuchern gespielt. Üblicher ist heute das Zusammenspiel mit einer oder zwei Violinen und einem Bass, bei dem mehrere Mitglieder einer Familie ein Ensemble bilden. Dabei wechseln die Familienmitglieder in gewissen Abständen die Instrumente, um das anstrengende Blasen der Sackpfeife aufzuteilen. Die Familie ist für Kinder auch der übliche Ort, um das Spiel zunächst auf einer Flöte und einer einfachen Klarinette (drček oder fanfarka) zu erlernen, auch wenn die Sackpfeife heute gegenüber anderen Musikinstrumenten in den Hintergrund getreten ist.
Zum Repertoire des zweistimmigen nordslowakischen Dudelsacks gehören der Drehtanz von Paaren šustaná und Hirtentänze zbojnický („Räubertanz“) von Jungen und Männern, die bei Umzügen und Krippenspielen an Weihnachten aufgeführt werden. Hierbei ist der Dudelsack unentbehrlich. Ansonsten dient der Dudelsack der Gesangsbegleitung, etwa beim Weihnachtssingen und Gabensammeln koledovanie und bei Hochzeiten sowie dem instrumentalen Vortrag von Liedmelodien.
Die landesweit am häufigsten vorkommende Sackpfeife wird gajdy genannt und besitzt eine engparallele Doppelpfeife und eine separate Bordunpfeife, seltener sind Instrumente mit zwei separaten Bordunpfeifen. Im Jahr 2015 wurde das slowakische Sackpfeifenspiel in die UNESCO-Liste des immateriellen Kulturerbes der Menschheit aufgenommen.

### Baltikum und Belarus
Der im Baltikum und Belarus früher verbreitete Sackpfeifentyp (duda) besitzt ein Anblasrohr, eine Spielpfeife und eine getrennte Bordunpfeife. Der große Luftsack wird aus dem Fell eines ganzen Schafes, einer Ziege oder eines Hundes zusammengenäht. Bei der lettischen Sackpfeife suomu dūdas („finnische Sackpfeife“) bringt die Spielpfeife Töne von a1 bis fis2 und die Bordunpfeife den Ton a hervor. Die Bordunpfeife ist mit einer Folge von gedrechselten Wülsten und Rillen verziert, ihr Schallbecher ist außen flaschenförmig, hat jedoch eine durchgehend enge Bohrung. Die Spielpfeife besitzt geschnitzte Mulden für die sechs Grifflöcher.
Musikaufnahmen aus den 1930er Jahren zufolge, die sich im Berliner Phonogramm-Archiv befinden, produzierten litauische Sackpfeifen (dūdmaišis) in einem Fall die Tonfolge e1–g1–a1–b1–cis2–d2–e2 und in einem anderen Fall d1–e1–fis1–g1–a1–b1–cis2–d2. Die auf a gestimmte Bordunpfeife lag eine Oktave plus eine Quarte bzw. eine Oktave plus eine Quinte unter dem tiefsten Ton der Spielpfeife. Der Tonumfang beträgt generell eine oder eineinhalb Oktaven in einer diatonischen Skala. Die Spielröhre der dūdmaišis ist 20 bis 40 Zentimeter lang, besitzt fünf bis acht Fingerlöcher und trägt am Ende einen Schallbecher aus Apfelbaum- oder Kiefernholz. Falls eine zweite Bordunpfeife vorhanden ist, so ertönt sie eine Quarte oder Quinte tiefer als die erste. Die Gesamtlänge der Bordunpfeifen beträgt einschließlich Schallbecher 30 bis 100 Zentimeter.

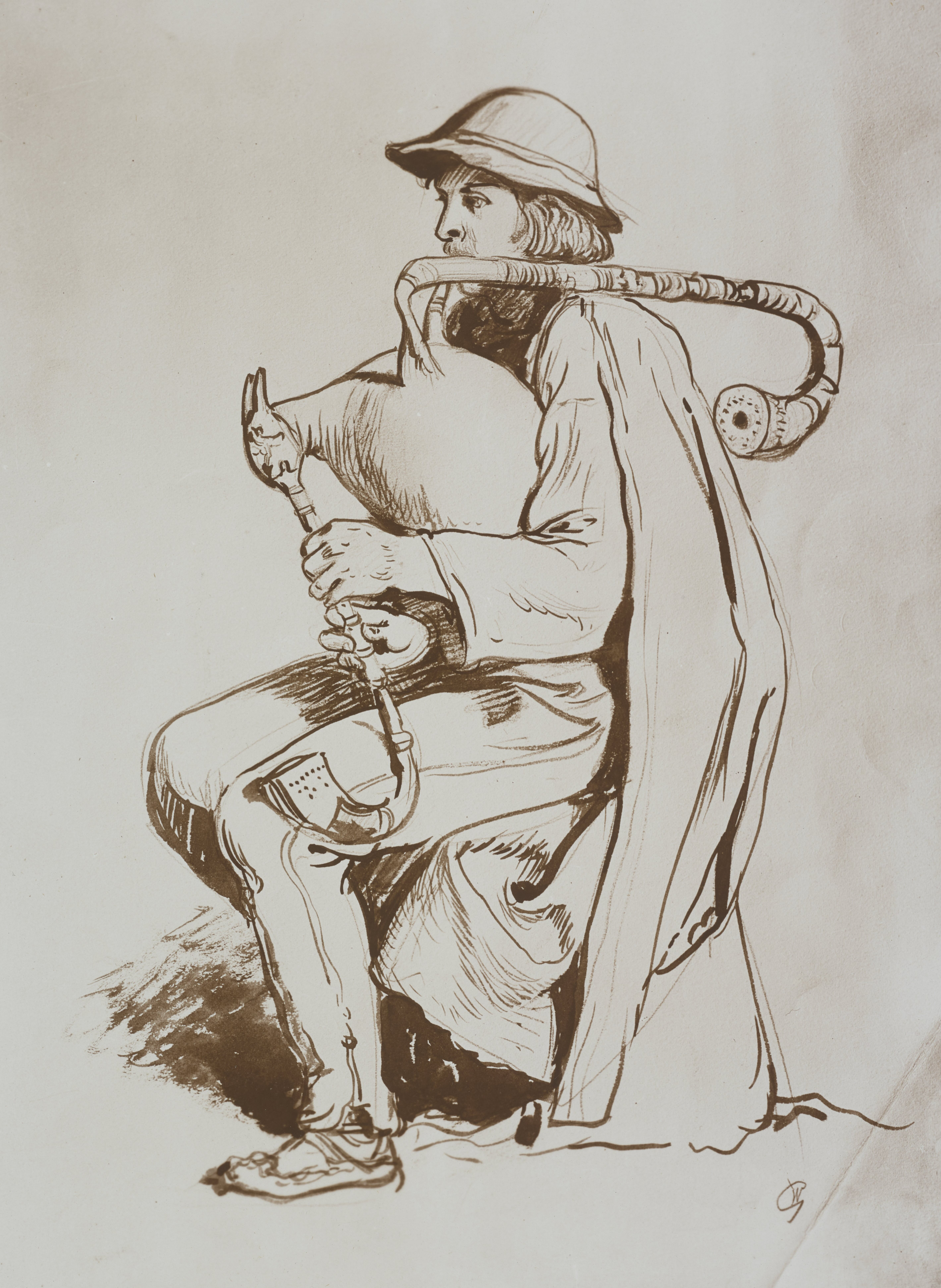
Der belarussischen duda ähnliche Sackpfeife eines Goralen in der südpolnischen Region Podhale: mit Anblasrohr, einer Melodie- und einer Bordunröhre und gebogenen Schallbechern. Aquarellzeichnung vor 1939

Die belarussische duda wird über eine kleine Anblasröhre (dudochka oder soska) mit Luft versorgt. Zur Melodiepfeife (perabor, zhalejka oder pasvirelka) mit sechs oder sieben Fingerlöchern und Einfachrohrblättern (pishchiks) kommen ein, zwei oder selten drei Bordunpfeifen (guki oder huk), die in halbkreisförmig gebogenen hölzernen Schallbechern (rogaven) enden. Die Herstellung dieses Sackpfeifentyps ist aufwendig, vor allem die Anfertigung der gedrechselten Schallbecher. Der Spieler (dudar) hält die Spielpfeife vor seinen Oberkörper, während die Bordunpfeife nach hinten ragt oder seitlich auf einem Unterarm ruht. Im nördlichen Belarus sind acht diatonische Töne in einer Oktave von g1 bis g2 spielbar mit c2 als Basiston der Melodie. Der Ton der Bordunpfeife liegt eine Oktave oder eine Dezime unter dem tiefsten Melodieton. Bei weiteren Bordunpfeifen sind diese im Abstand von Quinten gestimmt. Bei heute gebauten Instrumenten sollen zusätzliche Grifflöcher für eine chromatische Tonfolge sorgen.
Der gebräuchlichste Sackpfeifentyp in Belarus verfügt über zwei Bordune, seltener sind Instrumente mit einer Bordunpfeife und, weil aufwendiger herzustellen, solche mit drei Bordunpfeifen. Bei letzteren, die matsianka (motsyanka) heißen, sind die Bordunpfeifen an einer gemeinsamen Windkapsel befestigt. Die duda klingt wie andere belarussische Einfachrohrblattinstrumente, etwa die Hornpfeife schaleika, gepresst, schrill und laut.
Die duda wurde wie in den anderen Regionen in Belarus bei Hochzeiten, an Weihnachten, anderen Kirchenfesten, sonstigen Festen und Feiern eingesetzt, wo sie solistisch oder mit Violine und Hackbrett zusammen Tänze begleitete. Hierzu gehört auch an Weihnachten der alte Koledari-Brauch „Tereschkas Hochzeit“, bei dem an einem Abend junge Männer sich ein Mädchen aussuchen dürfen und zum Spaß mit Liedern, Tänzen und Musik eine Hochzeit durchführen.
In Estland begann die zaghafte Wiederbelebung der Sackpfeife torupill bereits in den 1950er Jahren, als der estnische Violinist und Sänger Olev Roomet (1901–1987) von den letzten lebenden Sackpfeifern das Spiel auf der torupill erlernte. Im Jahr 1970 war Roomet der einzige verbliebene torupill-Spieler, als er etwa 20 Interessierten die Grundlagen des Sackpfeifenspiels beibrachte und diese Leute bei einem Festival zwei Stücke spielten. Anschließend nahmen sich die ethnographisch arbeitenden Volksmusikensembles Leegajus und Leigarid auch der Sackpfeife an. Auf einer Schallplattenveröffentlichung des Ensembles Linnutaja von 1983 sind acht Sackpfeifenspielerinnen zu hören, was wohl einen wesentlichen Impuls für die Akzeptanz der torupill für Frauen gab.
Die musikalischen Entwicklungen in Estland beeinflussten die Wiedereinführung der Sackpfeife dūdas in Lettland um 1980. Das lettische Volksmusikensemble Skandinieki nahm Anfang der 1980er Jahre Sackpfeifen in sein Instrumentarium auf und trug durch zahlreiche Auftritte zu deren Bekanntheit bei. Die Gruppe Skandinieki regte durch einen Auftritt 1982 in Vilnius wahrscheinlich auch Musiker in Litauen an, sich mit der Sackpfeife zu beschäftigen. Anfang der 1990er Jahre begann der belarussische Musiker Todar Kaškurėvič, nach Vorbildern in Museen eine sogenannte Vilnius-Sackpfeife nachzubauen und diesen Typus auch in Litauen zu verkaufen.
Heute erlernen Musikstudenten in den Ländern der Region auf der Suche nach einer authentischen Volksmusik auch das Sackpfeifenspiel. Die Ausbildung wird an einigen Musikschulen angeboten. Das Ergebnis ist eine neue genreübergreifende Volksmusik, die etwa als Ethno-Jazz klassifiziert wird. Es werden auch Kompositionen von Neuer Musik mit Sackpfeifen aufgeführt. Eugen Baryshnikau (2014) schätzt rund hundert aktive Sackpfeifenspieler in Belarus und dem Baltikum sowie ein Dutzend Sackpfeifenensembles.

### Polen
Von den fünf polnischen Sachpfeifentypen produziert die kozioł im Westen der Region Großpolen den tiefsten Grundton und den größten Tonumfang. Die gebräuchliche Skala ist b–c1–d1–es1–f1–g1–as1–b1–c2–d2–es2, wobei die beiden oberen Töne durch Überblasen zu erreichen sind. Die Bordunpfeife ist auf es gestimmt. Die Spielpfeife der dudy in den Saybuscher Beskiden im Süden an der slowakischen Grenze ist c1–es1–f1–g1–a1–b1–c2–d2 gestimmt und ihr einzelner Bordun auf F. Die in Großpolen vorkommende dudy gleicher Bauart mit sieben Grifflöchern ist etwas höher gestimmt auf: f1–a1–b1–c2–d2–es2–f2–g2 und der Bordun auf B. Diese nach ihrer Verbreitung in Großpolen auch dudy wielkopolskie genannte Sackpfeife wurde traditionell mit der dreisaitigen Fiedel mazanki zusammen gespielt. An deren Stelle tritt heute eine Violine oder die Sackpfeife wird solistisch eingesetzt. Dudy podhalańskie ist ein anderer Name für die koza im südpolnischen Bergland Podhale, die als einzige mit dem Mund geblasen wird.

### Ukraine

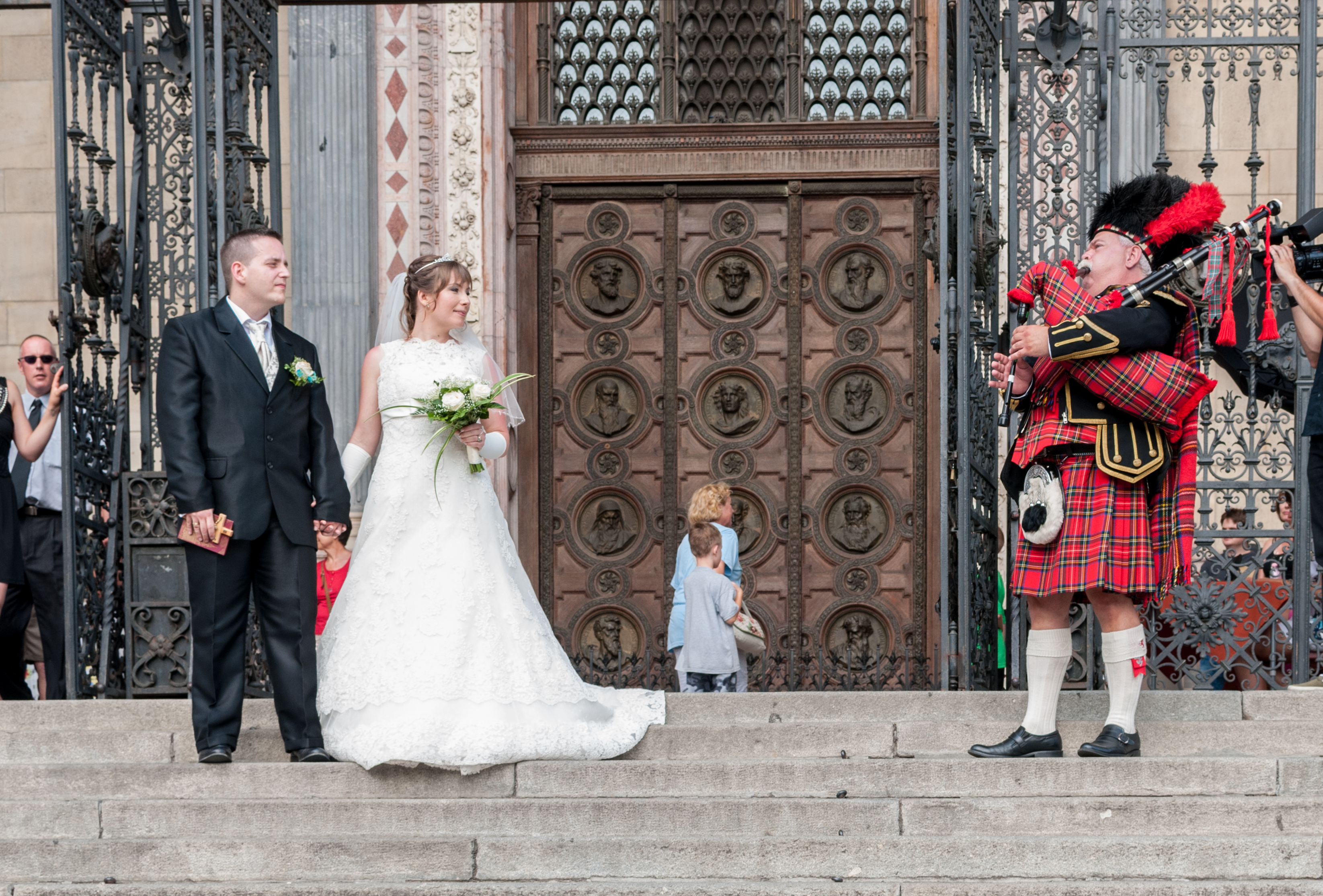
Ungarischer duda-Spieler bei einer Hochzeit vor der St.-Stephans-Basilika in Budapest

Die ukrainische duda (koza, russisch wolynka) besteht aus einem Luftsack aus Ziegenfell, einer Anblaspfeife (sysak), einer langen Bordunpfeife (huk), einer kürzeren Bordunpfeife und einer Melodiepfeife mit sechs bis acht Fingerlöchern, die wie die anderen Pfeifen über eine hölzerne Windkammer (holovychky) mit dem Luftsack verbunden ist.
Der Sackpfeifer (dudziarz) war in der Ukraine früher, wie in einer Beschreibung von 1924 ausgeführt, mehr als ein gewöhnlicher Musiker (muzykanzi), wenn er bei Hochzeiten auftrat. Ihm wurden magische Fähigkeiten zugesprochen, mit denen er den Neuvermählten Glück bringen sollte. Falls er nicht zur Hochzeit eingeladen würde, könne dies umgekehrt Unglück bewirken, wie es hieß. Diese Ansicht gab es auch in Belarus, wo der Sackpfeifer in der Gegend von Wizebsk bei der Hochzeit mit seinen Musikstücken und gesungenen Liedchen den Ablauf der Zeremonie anführte, bis ein Geiger und die Hochzeitsgäste mit ihrem Gesang einstimmten. In beiden Ländern führte der Sackpfeifer für die Braut, besonders wenn sie eine Waise war, ein schutzgewährendes Ritual durch.